# San Pietroburgo
San Pietroburgo o San-Pietroburgo  (in russo Санкт-Петербург?, Sankt-Peterburg, AFI: [ˌsɑnkt pʲɪtʲɪrˈburk] colloquialmente Piter), originalmente solamente Pietroburgo,  è la seconda città della Russia per dimensioni e popolazione, con più di 5 milioni di abitanti, città federale, il porto più importante del Paese ed inoltre la città con più di un milione di abitanti più a nord del mondo. Fondata dallo zar Pietro il Grande (1672-1725) sul delta della Neva, dove il fiume sfocia nella baia omonima parte del golfo di Finlandia, fu a lungo capitale dell'Impero russo, funzione che perse il 5 marzo 1918.
Il 1º settembre 1914 per volere dello zar Nicola II fu rinominata Pietrogrado e mantenne questo nome fino al 26 gennaio 1924, quando (cinque giorni dopo la morte di Lenin) la città venne ribattezzata in Leningrado. Mantenne tale nome fino al 6 settembre 1991, quando ritornò alla denominazione originale. Dal 1997, a seguito di una dichiarazione di Boris El'cin, la città venne riconosciuta pubblicamente come capitale culturale del Paese.

## Geografia fisica

### Territorio

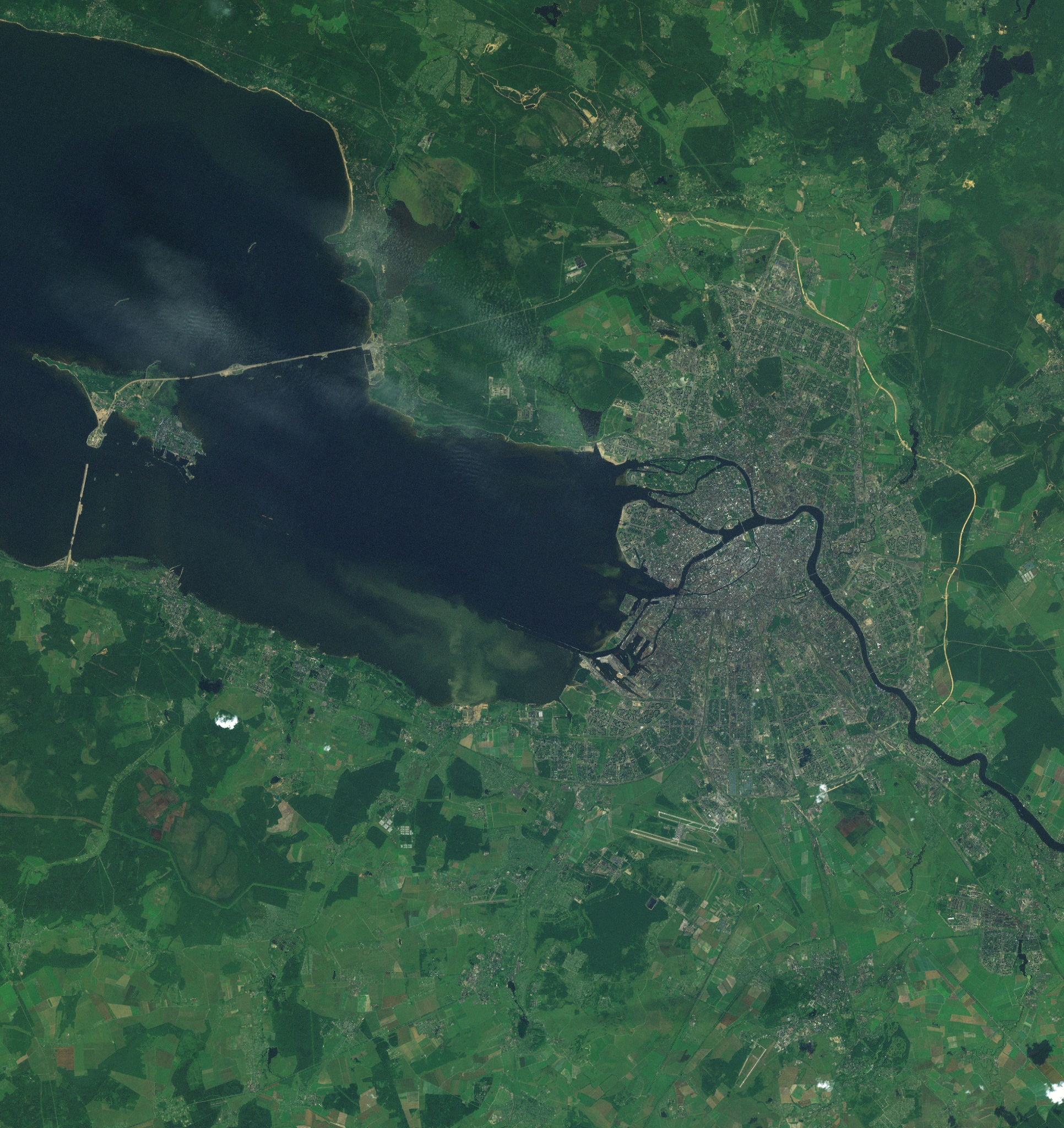
Immagine satellitare dell'area urbana di San Pietroburgo.

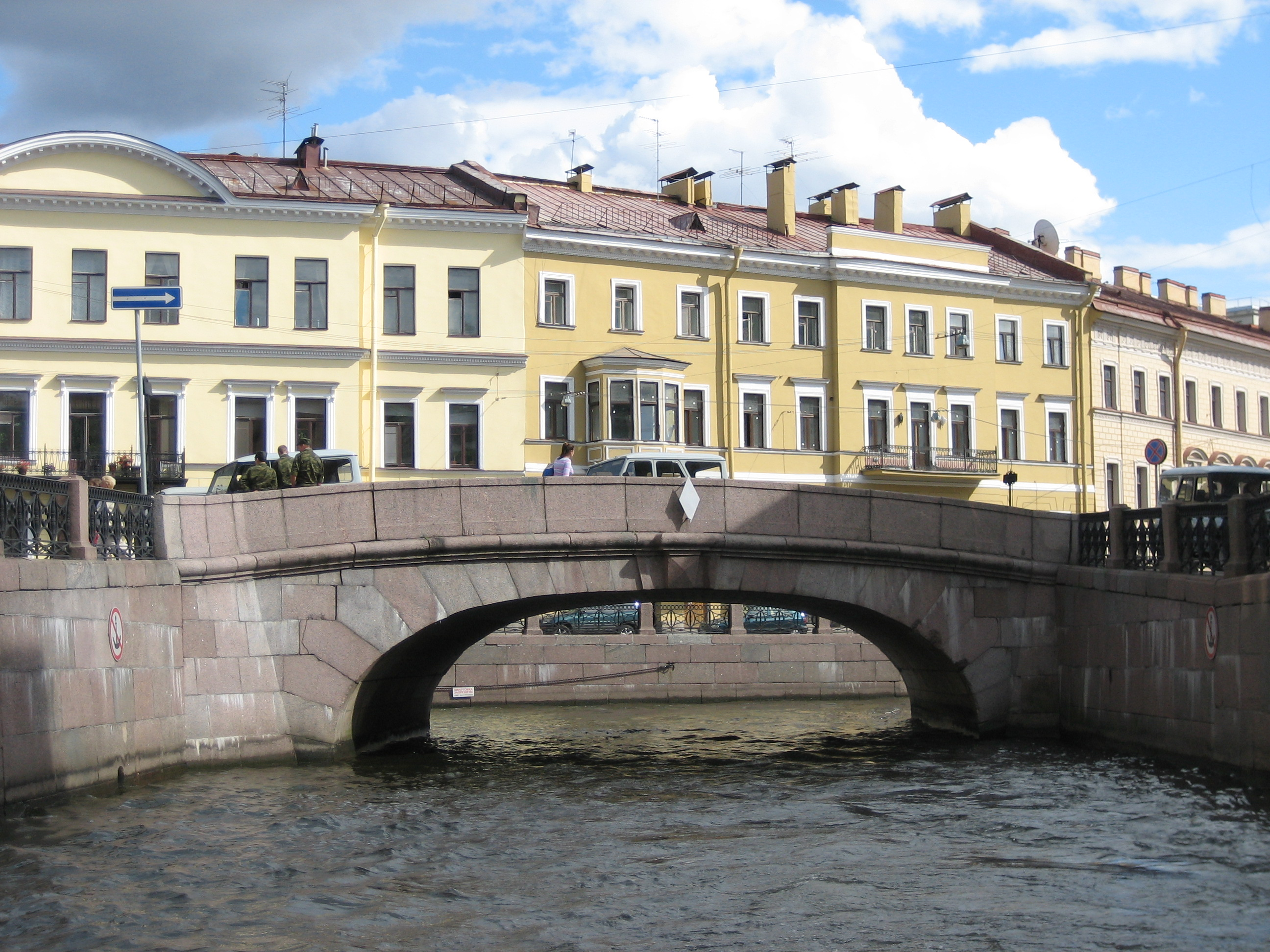
Ponte sul fiume Mojka a San Pietroburgo

La città sorge alla foce del fiume Neva, sul Mar Baltico, e include nella sua ampia area urbana anche alcune isole. È situata vicino al confine con la Finlandia e l'Estonia, sulla riva più orientale del golfo di Finlandia, equidistante da Helsinki e Tallinn. È capoluogo del Distretto Federale Nordoccidentale e dell'oblast' di Leningrado, pur non facendone parte.
L'area della città si estende per 605,8 km². L'area del soggetto federale è di 1439 km², che comprende San Pietroburgo (con gli ottantuno circondari comunali), nove città comunali (Kolpino, Krasnoe Selo, Kronštadt, Lomonosov, Pavlovsk, Petergof, Puškin, Sestroreck, Zelenogorsk) e ventuno insediamenti comunali.
San Pietroburgo è situata sulla pianura della taiga lungo le rive della baia della Neva del golfo di Finlandia e sulle isole del delta del fiume. Le isole più grandi sono l'isola Vasil'evskij, l'isola Krestovskij e l'isola dei Decabristi. L'istmo careliano, nord della città, è una zona rinomata per il turismo. A sud di San Pietroburgo si trovano spesso delle formazioni di Klint baltico.

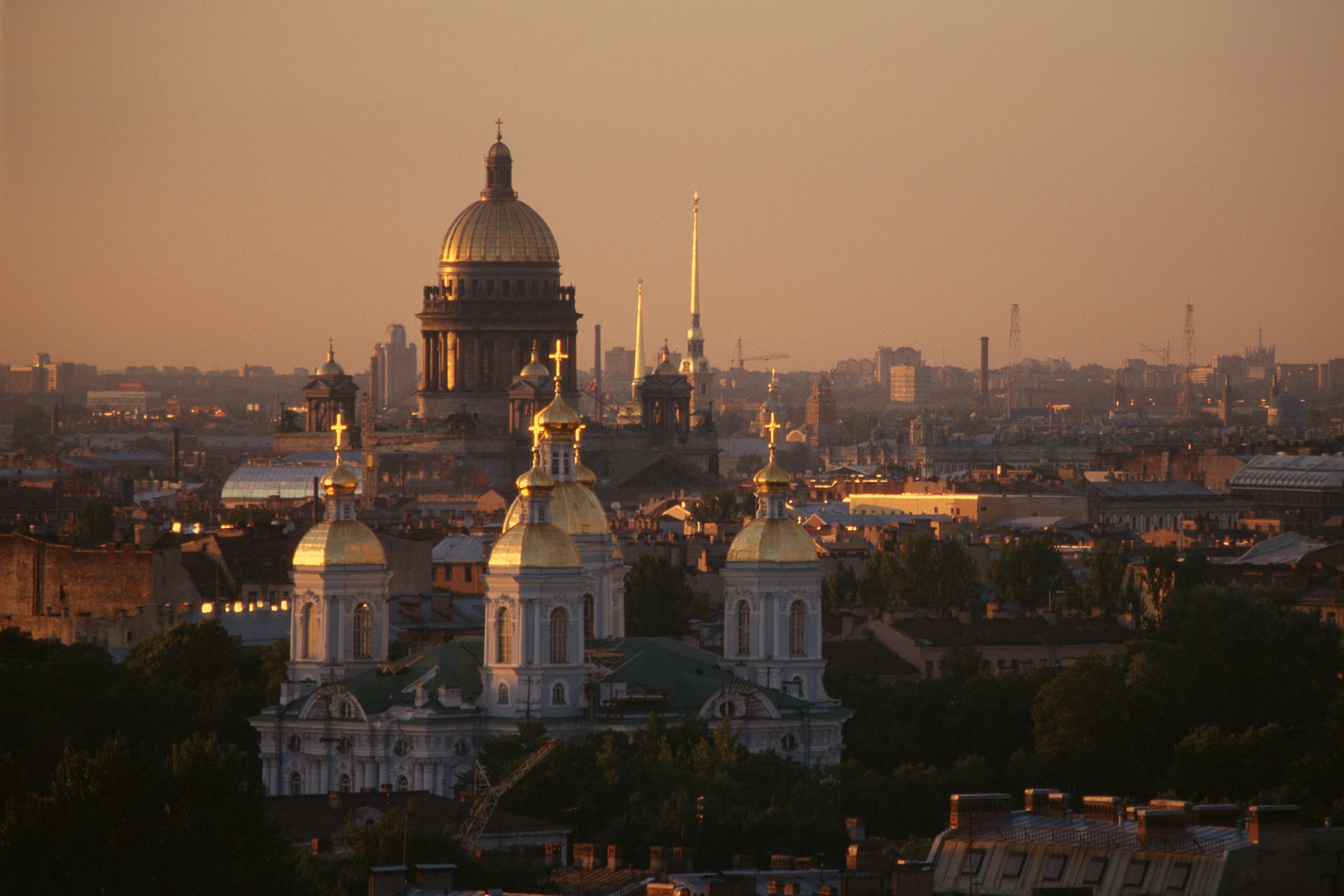
La cupola della cattedrale di Sant'Isacco che domina la città.

L'altitudine della città varia dal livello del mare al suo punto più alto di 175,9 metri della collina Orehovaja. Parte del territorio della città a ovest della prospettiva Litejnyj non supera i 4 metri sul livello del mare e ha sofferto di numerose inondazioni. Le inondazioni a San Pietroburgo sono conseguenti ad un'onda lunga nel Mar Baltico, causata da condizioni meteorologiche, dai venti e dalla superficie della baia della Neva. Le quattro inondazioni più disastrose si sono verificate nel 1824 (421 centimetri sopra il livello del mare, durante la quale oltre trecento edifici sono stati distrutti), nel 1924 (380 centimetri), nel 1777 (321 centimetri), nel 1995 (293 centimetri) e nel 1975 (281 centimetri). Per prevenire questi eventi, è stata inaugurata nel 2005 la diga di San Pietroburgo.
Nel XVIII secolo il terreno della città fu innalzato artificialmente, in alcuni punti di oltre 4 metri, fondendo insieme le varie isole e cambiando l'idrologia cittadina. Oltre alla Neva e ai suoi affluenti, altri importanti fiumi del soggetto federale di San Pietroburgo sono il Sestra, l'Ochta e l'Ižora. Il lago più grande è il Sestroreckij razliv a nord, seguito dal Laсhtinskij razliv e da altri più piccoli.
Grazie alla sua posizione in circa 60° N di latitudine la lunghezza del giorno a Pietroburgo varia con le stagioni, dalle 5:50 alle 18:50. Da metà maggio a metà luglio il crepuscolo può durare tutta la notte: questo fenomeno è chiamato "notti bianche" o "sole di mezzanotte".

### Clima
San Pietroburgo ha un clima continentale umido (Köppen Dfb), con rilevanti differenze di temperatura tra inverno ed estate.
| San Pietroburgo (1991-2020) Fonte: | Mesi         | Mesi         | Mesi         | Mesi         | Mesi        | Mesi        | Mesi        | Mesi        | Mesi        | Mesi         | Mesi         | Mesi         | Stagioni | Stagioni | Stagioni | Stagioni | Anno  |
| San Pietroburgo (1991-2020) Fonte: | Gen          | Feb          | Mar          | Apr          | Mag         | Giu         | Lug         | Ago         | Set         | Ott          | Nov          | Dic          | Inv      | Pri      | Est      | Aut      | Anno  |
| ---------------------------------- | ------------ | ------------ | ------------ | ------------ | ----------- | ----------- | ----------- | ----------- | ----------- | ------------ | ------------ | ------------ | -------- | -------- | -------- | -------- | ----- |
| T. max. media (°C)                 | −2,5         | −2,4         | 2,3          | 9,5          | 16,3        | 20,5        | 23,3        | 21,4        | 15,9        | 8,7          | 2,8          | −0,5         | −1,8     | 9,4      | 21,7     | 9,1      | 9,6   |
| T. media (°C)                      | −4,8         | −5,0         | −1,0         | 5,2          | 11,5        | 16,1        | 19,1        | 17,4        | 12,4        | 6,2          | 0,9          | −2,5         | −4,1     | 5,2      | 17,5     | 6,5      | 6,3   |
| T. min. media (°C)                 | −7,2         | −7,6         | −4,0         | 1,7          | 7,2         | 12,2        | 15,3        | 13,9        | 9,4         | 4,1          | −0,9         | −4,5         | −6,4     | 1,6      | 13,8     | 4,2      | 3,3   |
| T. max. assoluta (°C)              | 8,7 (2007)   | 10,2 (1989)  | 15,3 (2015)  | 25,3 (2000)  | 33,0 (2014) | 35,9 (2021) | 35,3 (2010) | 37,1 (2010) | 30,4 (1992) | 21,0 (1989)  | 12,3 (1967)  | 10,9 (2006)  | 10,9     | 33,0     | 37,1     | 30,4     | 37,1  |
| T. min. assoluta (°C)              | −35,9 (1883) | −35,2 (1956) | −29,9 (1883) | −21,8 (1881) | −6,6 (1885) | 0,1 (1930)  | 4,9 (1968)  | 1,3 (1966)  | −3,1 (1976) | −12,9 (1920) | −22,2 (1890) | −34,4 (1978) | −35,9    | −29,9    | 0,1      | −22,2    | −35,9 |
| Nuvolosità (okta al giorno)        | 8,3          | 7,7          | 7,0          | 6,7          | 6,2         | 6,5         | 6,3         | 6,5         | 7,2         | 7,8          | 8,6          | 8,7          | 8,2      | 6,6      | 6,4      | 7,9      | 7,3   |
| Precipitazioni (mm)                | 46           | 36           | 36           | 37           | 47          | 69          | 84          | 87          | 57          | 64           | 56           | 51           | 133      | 120      | 240      | 177      | 670   |
| Giorni di pioggia                  | 9            | 7            | 10           | 13           | 16          | 18          | 17          | 17          | 20          | 20           | 16           | 10           | 26       | 39       | 52       | 56       | 173   |
| Nevicate (cm)                      | 15           | 19           | 14           | 1            | 0           | 0           | 0           | 0           | 0           | 0            | 3            | 9            | 43       | 15       | 0        | 3        | 61    |
| Giorni di neve                     | 25           | 23           | 16           | 8            | 1           | 0,1         | 0,0         | 0,0         | 0,1         | 5,0          | 16,0         | 23,0         | 71,0     | 25,0     | 0,1      | 21,1     | 117,2 |
| Giorni di nebbia                   | 2            | 2            | 3            | 2            | 1           | 0,3         | 0,2         | 1,0         | 2,0         | 2,0          | 2,0          | 2,0          | 6,0      | 6,0      | 1,5      | 6,0      | 19,5  |
| Umidità relativa media (%)         | 86           | 84           | 79           | 69           | 65          | 69          | 71          | 76          | 80          | 83           | 86           | 87           | 85,7     | 71       | 72       | 83       | 77,9  |
| Vento (direzione-m/s)              | W 2,6        | W 2,4        | SW 2,3       | W 2,2        | W 2,0       | W 1,9       | W 1,8       | W 1,8       | SW 1,9      | SW 2,4       | SW 2,6       | SW 2,6       | 2,5      | 2,2      | 1,8      | 2,3      | 2,2   |

## Origini del nome
- San Pietroburgo (in russo Санкт-Петербург?, Sankt-Peterburg), dal 27 maggio (16 maggio del calendario giuliano) 1703 al 1º settembre 1914 e dal 6 settembre 1991 ad oggi.
- Pietrogrado (in russo Петроград?, Petrograd), dal 1º settembre (19 agosto del calendario giuliano) 1914 al 26 gennaio 1924[2].
- Leningrado (in russo Ленинград?, Leningrad), dal 26 gennaio 1924 al 6 settembre 1991[2].

 in sequenza i nomi Sankt-Peterburg, Leningrad, Petrograd, Piter. Quest'ultimo è un nome informale con cui la città è chiamata in Russia.

## Storia

### Fondazione della città

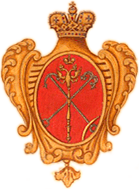
Stemma di San Pietroburgo nel 1730

Data di fondazione della città è considerato il 27 maggio 1703 (16 maggio nel calendario giuliano allora in vigore in Russia), allorché Pietro il Grande fece iniziare gli scavi della fortezza dei Santi Pietro e Paolo sull'isola delle Lepri, al centro della Neva, in una zona paludosa e selvaggia, praticamente disabitata, dove il fiume sfocia nel golfo di Finlandia. Il nome originale di Sankt Peterburg era stato conferito in lingua olandese, poiché Pietro il Grande aveva vissuto e studiato sotto mentite spoglie nei Paesi Bassi per un periodo di tempo ed era divenuto un grande ammiratore della corte e dell'architettura nederlandese. Nell'area si trovavano le fortezze svedesi di Nien e successivamente di Orešek.
La città venne concepita fin dall'inizio come porto commerciale e base navale. Nello storico primo viaggio di uno zar nel Mar Baltico, a bordo della fregata Standard, Pietro trovò adatta ad un'installazione militare a protezione del porto l'isola posta quindici miglia al largo della foce che presto diventerà Kronštadt. Un po' alla volta, nella mente del sovrano prese forma l'idea di una città vera e propria, costruita dal nulla, in una zona peraltro totalmente inospitale. Affidò così l'opera all'architetto ticinese Domenico Trezzini, che aveva da poco realizzato per Federico IV di Danimarca fortificazioni costiere e l'edificio della borsa, e ad architetti di scuola italiana.
L'enorme quantità di manodopera necessaria arrivava da tutta la Russia. Con editti, i cosiddetti ukaz, si obbligavano lavoratori specializzati, come carpentieri e muratori, a prestare servizio per sei mesi ai lavori. La manodopera non specializzata era costituita da servi della gleba. La durezza delle condizioni climatiche e di lavoro mieté migliaia di vittime. Già all'epoca di Pietro si diceva che la città fosse stata costruita sugli scheletri e che durante i lavori fossero morte centomila persone. Stime successive più realistiche parlano di 25-30.000 morti.
La difficoltà a procurarsi materiali da costruzione veniva risolta con decreti particolari, che ad esempio obbligavano carri e vascelli che volevano entrare in città a portare una certa quantità di pietre e a non costruire in pietra in tutta la Russia, per obbligare i muratori disoccupati a recarvisi. Anche il suo popolamento venne ottenuto con metodi forzosi, visto che pure il rifornimento di cibo stesso era assai difficoltoso, e i nuovi cittadini vennero obbligati a costruire le proprie case secondo degli standard prefissati.
La città finì per rappresentare per Pietro la fuga da tutto ciò che non sopportava della vecchia Russia e fu destinata ben presto a divenire la nuova capitale dell'Impero russo. In virtù della sua posizione era una "finestra sull'Occidente", che permetteva scambi commerciali e culturali. L'obiettivo era tra l'altro quello di fare della Russia uno dei principali partner commerciali della Gran Bretagna. La città si prestava inoltre a divenire la principale base della marina di Pietro il Grande. Prima di San Pietroburgo la base per il commercio verso il resto dell'Europa era Arcangelo, sul Mar Bianco, che però rimaneva bloccata dai ghiacci per circa cinque mesi.

### XIX secolo

Stemma di San Pietroburgo nel XIX secolo

Già nel tardo XIX secolo, la città era divenuta il centro culturale della nazione, con artisti, compositori (come I cinque grandi) e intellettuali. Nel 1881, l'organizzazione rivoluzionaria Narodnaja volja fu responsabile dell'assassinio di Alessandro II. La Rivoluzione russa del 1905 iniziò qui e si diffuse rapidamente nelle province. Allo scoppio della prima guerra mondiale, il nome Sankt-Peterburg venne visto come troppo germanico e la città venne quindi ribattezzata Petrograd (Pietrogrado) su iniziativa dello zar Nicola II (1894-1917).

### Rivoluzione di Febbraio e Rivoluzione d'ottobre
Il 1917 vide l'inizio della Rivoluzione russa. Il primo passo, in febbraio, fu la rimozione del governo zarista e l'istituzione di un sistema multi-partitico. Il nuovo governo non durò e venne seguito dalla Rivoluzione d'ottobre e dall'assunzione del potere da parte dei bolscevichi. A seguito di questi avvenimenti entro pochi giorni esplose la guerra civile.

#### Leningrad
La vicinanza della città alle armate anti-bolsceviche che minacciavano un'offensiva decisiva contro il potere bolscevico, costrinse il capo rivoluzionario Vladimir Lenin a trasferire la capitale e il governo sovietico a Mosca; il trasferimento venne completato il 5 marzo 1918. La mossa era intesa inizialmente come temporanea, ma Mosca da allora rimase la capitale. Con la morte di Lenin nel 1924, la città venne ribattezzata Leningrad (Ленинград, [ˌlʲɪnʲɪnˈɡrat]) in suo onore.
Un ricordo di quest'epoca è anche l'Incrociatore Aurora, che diede il segnale dell'inizio della rivoluzione e che, dopo essere stato auto-affondato durante la seconda guerra mondiale, è stato riportato alla superficie, facendo ancor oggi bella mostra di sé alla fonda nella Neva.
L'abolizione della servitù della gleba, promulgata da Alessandro II nel 1861, causò un massiccio afflusso di persone e la costruzione di edifici in periferia; in seguito, (nel 1918) con lo spostamento della capitale a Mosca, si verificò un'emigrazione di massa, così consistente che la popolazione di Pietrogrado nel 1920 era un terzo di quella del 1915.

### Seconda guerra mondiale
Durante la seconda guerra mondiale, la città venne inizialmente circondata dal lato terra e fu fatto rimanere libero solo il passaggio attraverso il lago Ladoga e poi venne assediata dall'esercito tedesco dall'8 settembre 1941 fino al 27 gennaio 1944, per un totale di 29 mesi. Una strada, la cosiddetta Strada della Vita, per i rifornimenti e l'evacuazione, che correva lungo la linea del fronte nel piccolissimo corridoio lasciato libero e sul lago, venne approntata il 18 gennaio 1943, ma era aperta agli attacchi aerei tedeschi. Si stima che 800 000 dei tre milioni di abitanti della città siano morti durante l'assedio: un enorme monumento è stato eretto in loro ricordo in Ploščad' Pobedy (piazza della Vittoria). La città venne così premiata con il titolo di città eroina nel 1945.

### Ripristino del nome
Il toponimo originale, San Pietroburgo, venne ripristinato il 6 settembre 1991, con un referendum popolare, con una maggioranza del 54%, mentre per l'oblast' il risultato del referendum fu a favore del mantenimento del nome Leningrado, ovvero oblast' di Leningrado.

### Criminalità

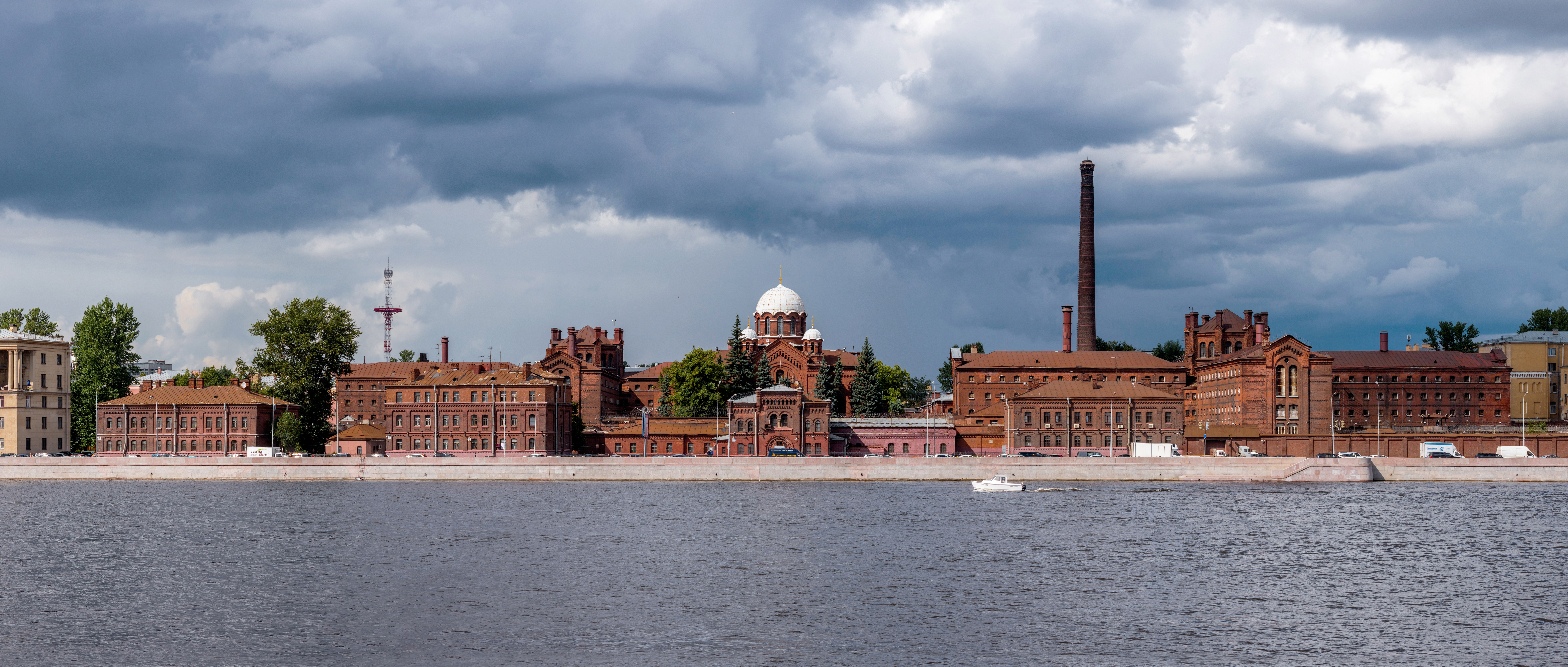
La prigione Krestij

Un brusco picco nel livello di criminalità si è verificato tra i tardi anni 1980 e la fine degli anni 1990, a seguito della situazione creatasi  dopo l'esaurimento dello sforzo di riforma della  perestrojka, che comportò la redistribuzione della proprietà, una spinta alla privatizzazione, un mancato miglioramento del tenore di vita, una diminuzione dell'efficacia delle forze di polizia per effetto dell'allentamento dei metodi precedentemente utilizzati. In quel periodo la città era in parte sotto il controllo di un certo numero di gruppi di criminalità organizzata, come la Banda di Tambov e il fenomeno di Kazan', e gruppi criminali etnici, impegnati in racket, estorsioni, corruzione e dediti a frequenti scontri violenti con gli avversari.
Dopo l'assassinio del vice governatore Michail Manevič (1997), della deputata della Duma di Stato Galina Starovojtova (1998), e di altri esponenti di primo piano dell'imprenditoria locale, San Pietroburgo fu soprannominata dalla stampa russa come la "capitale del crimine". Vi sono stati alcuni film girati a San Pietroburgo che descrivono la vita criminale della città, come Brother (1997). Il numero di reati commessi da stranieri a San Pietroburgo nel 2010 è aumentato dell'11,1%. Le forze dell'ordine ritengono che questo dato sia correlabile ad un aumento del numero di persone provenienti da alcuni paesi della Comunità degli Stati Indipendenti che vivono a San Pietroburgo illegalmente. D'altra parte, alcuni media hanno riferito che negli ultimi anni vi è stato un notevole aumento della violenza a sfondo razziale, in particolare verso gli studenti stranieri. Uno dei principali gruppi di supremazia bianca, Belaja Energija (Potere Bianco, ispirato ai gruppi statunitensi di nazionalismo bianco), è ritenuto una delle gang coinvolte nell'assassinio di studenti universitari stranieri.
Il portale ufficiale del governo di San Pietroburgo ha fornito dati sui significativi miglioramenti nella situazione della criminalità. In particolare, è stato segnalato che il numero dei reati contro i turisti è diminuito a meno della metà durante il periodo 2009-2011.

### Attentato del 3 aprile 2017
Nel primo pomeriggio del 3 aprile 2017 la metropolitana cittadina è stata oggetto di un atto terroristico - poi rivendicato dall'ISIS - realizzato mediante esplosivi da un kamikaze kirghiso che ha causato almeno 14 vittime e 47 feriti fra la popolazione civile.

### Onorificenze

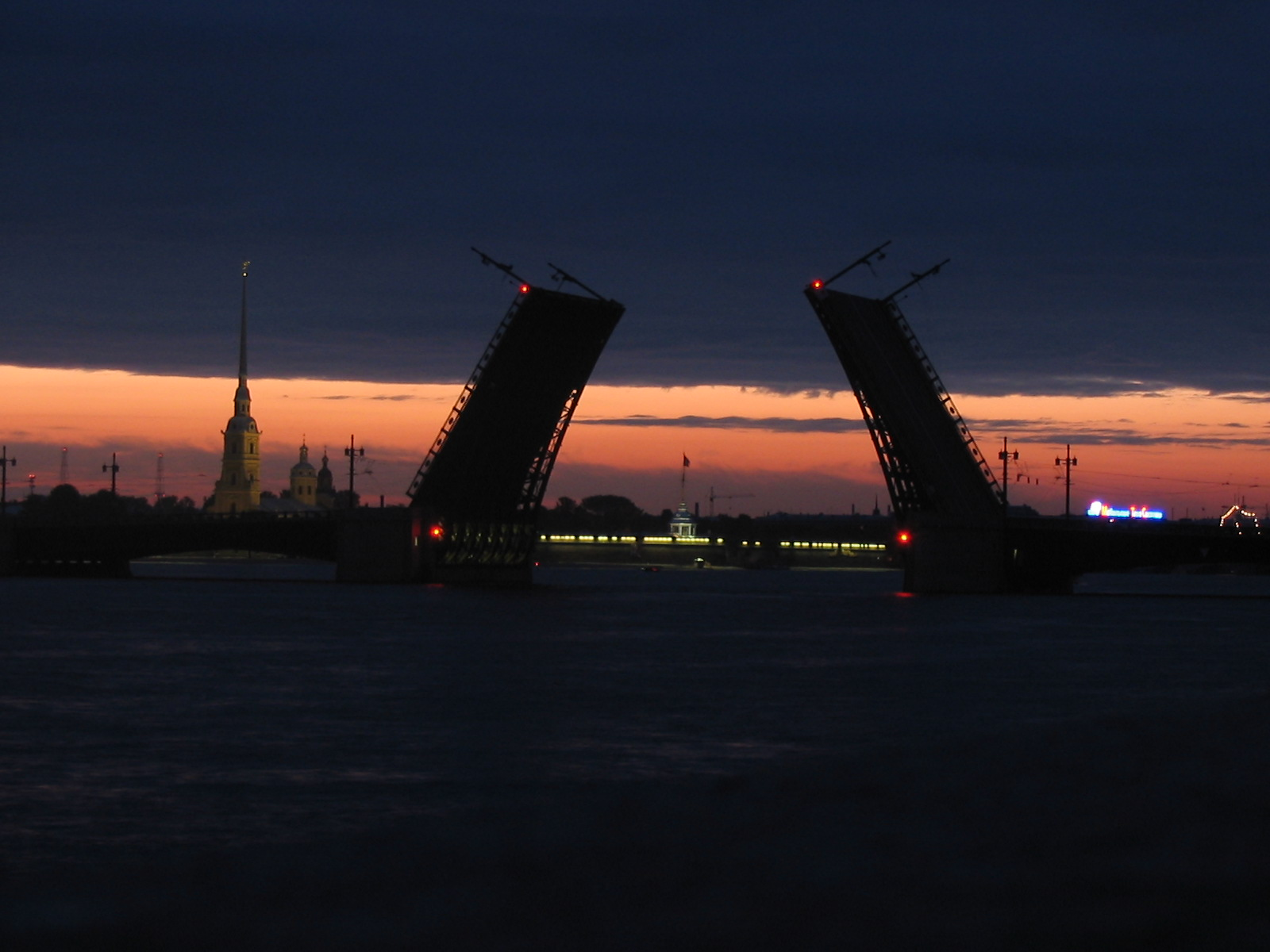
Un ponte sulla Neva fotografato durante una notte bianca.

## Monumenti e luoghi d'interesse

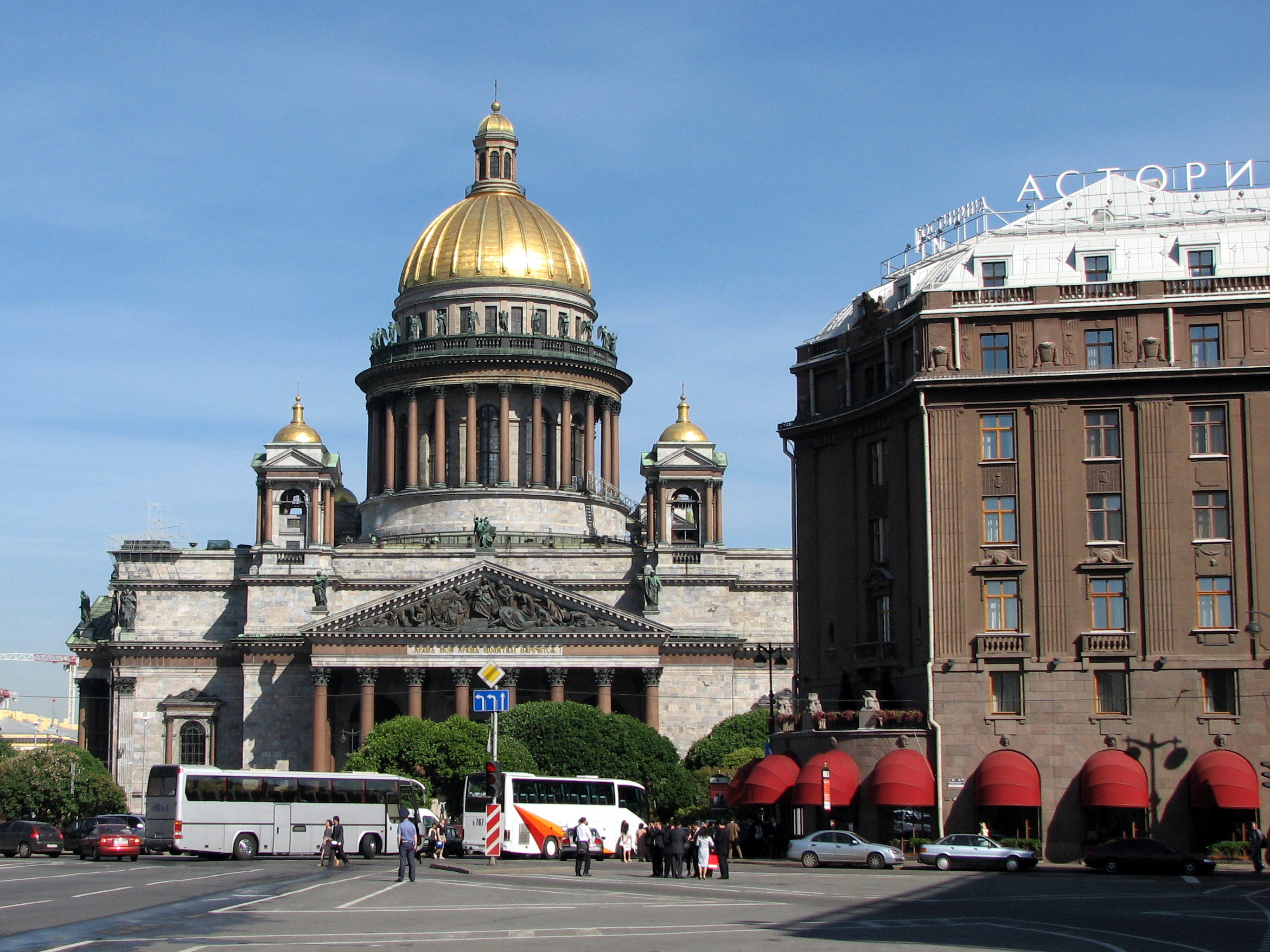
La cattedrale di Sant'Isacco e l'hotel Astoria, tra i più prestigiosi alberghi al mondo.

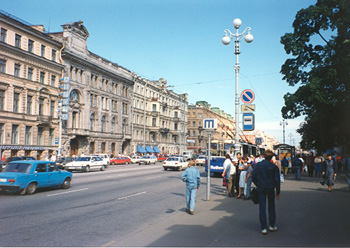
La prospettiva Nevskij.

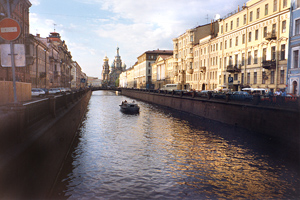
Il canale Griboedov visto dalla prospettiva Nevskij.

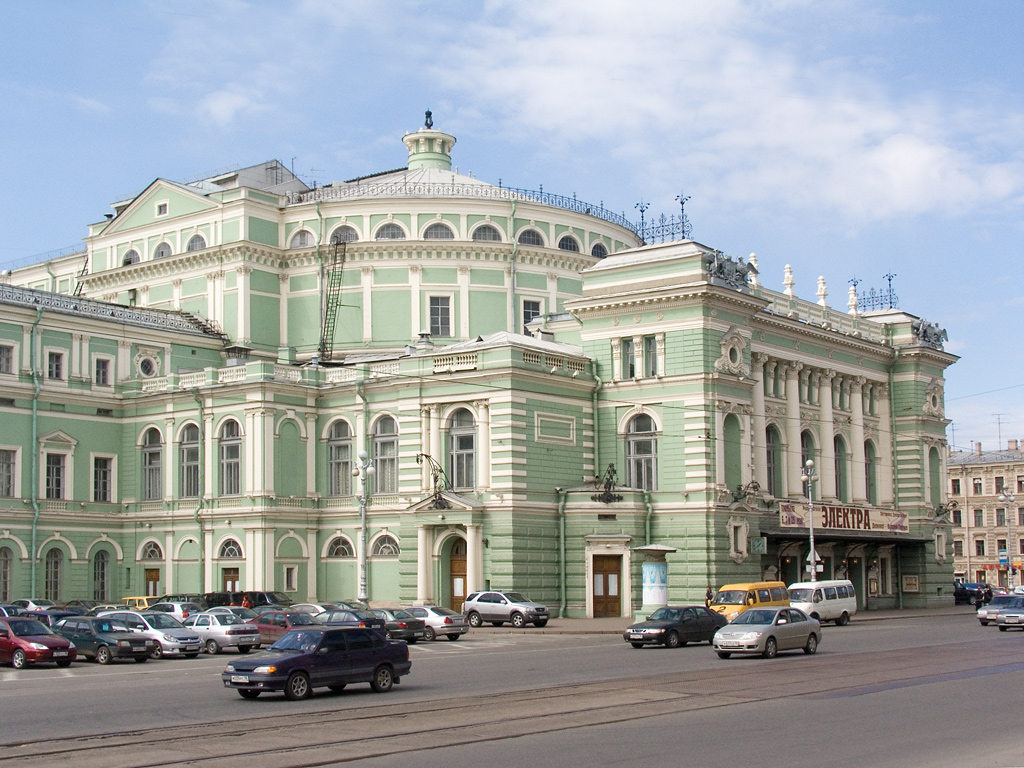
Il teatro Mariinskij.

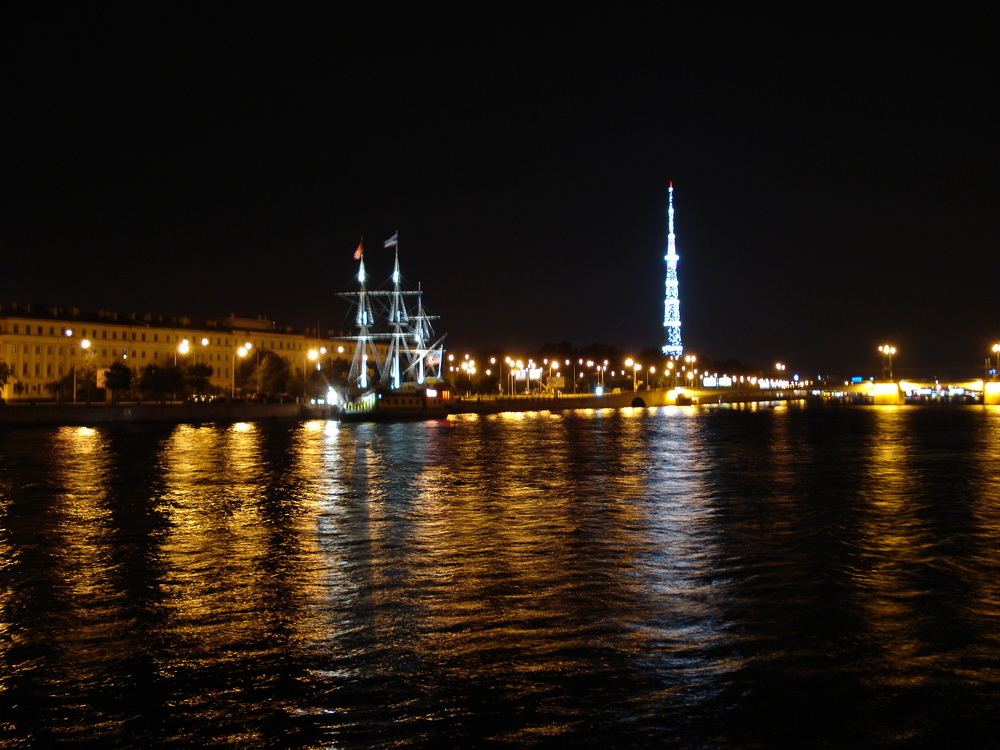
La torre televisiva di San Pietroburgo di notte.

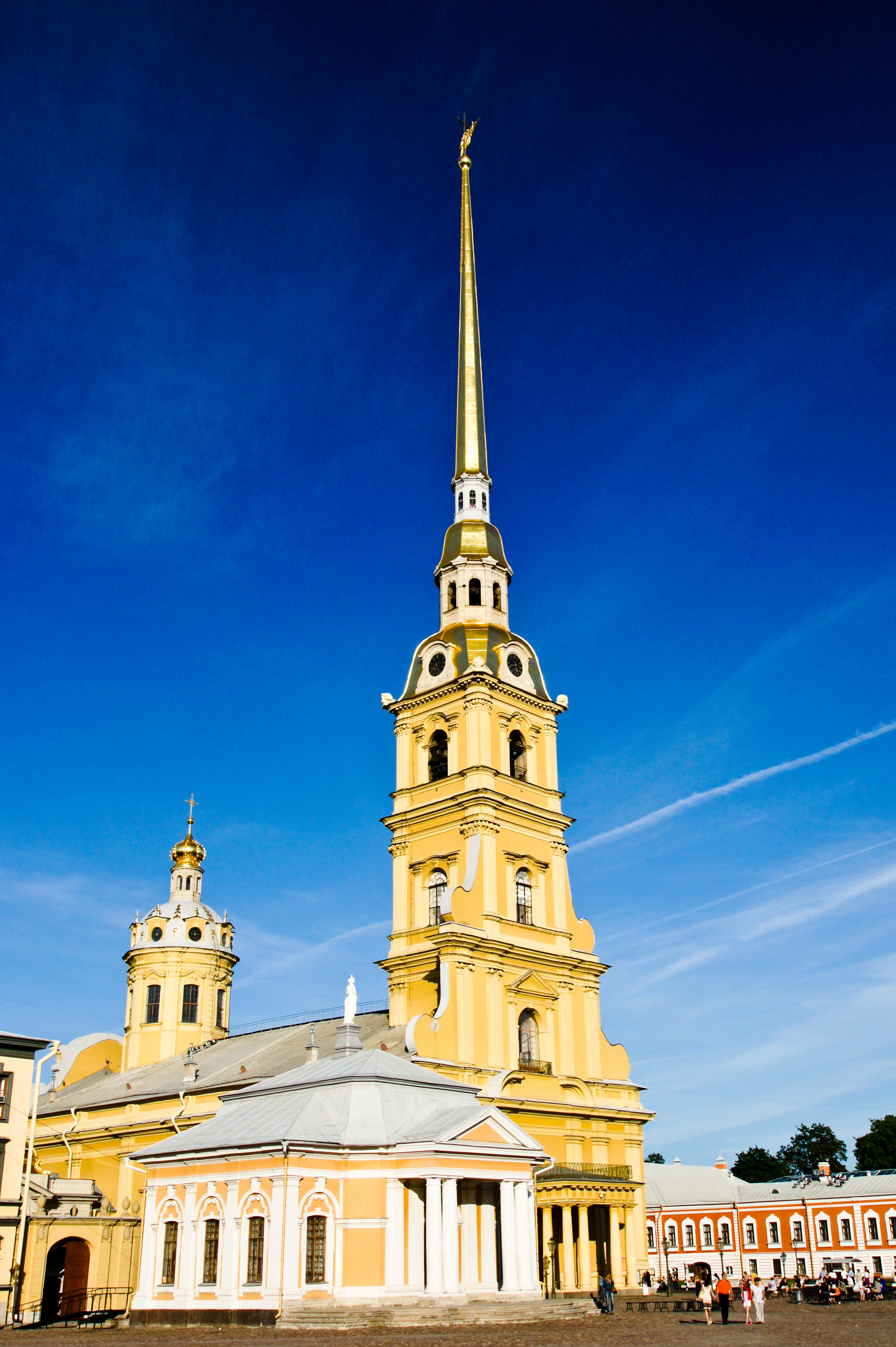
Cattedrale dei Santi Pietro e Paolo.

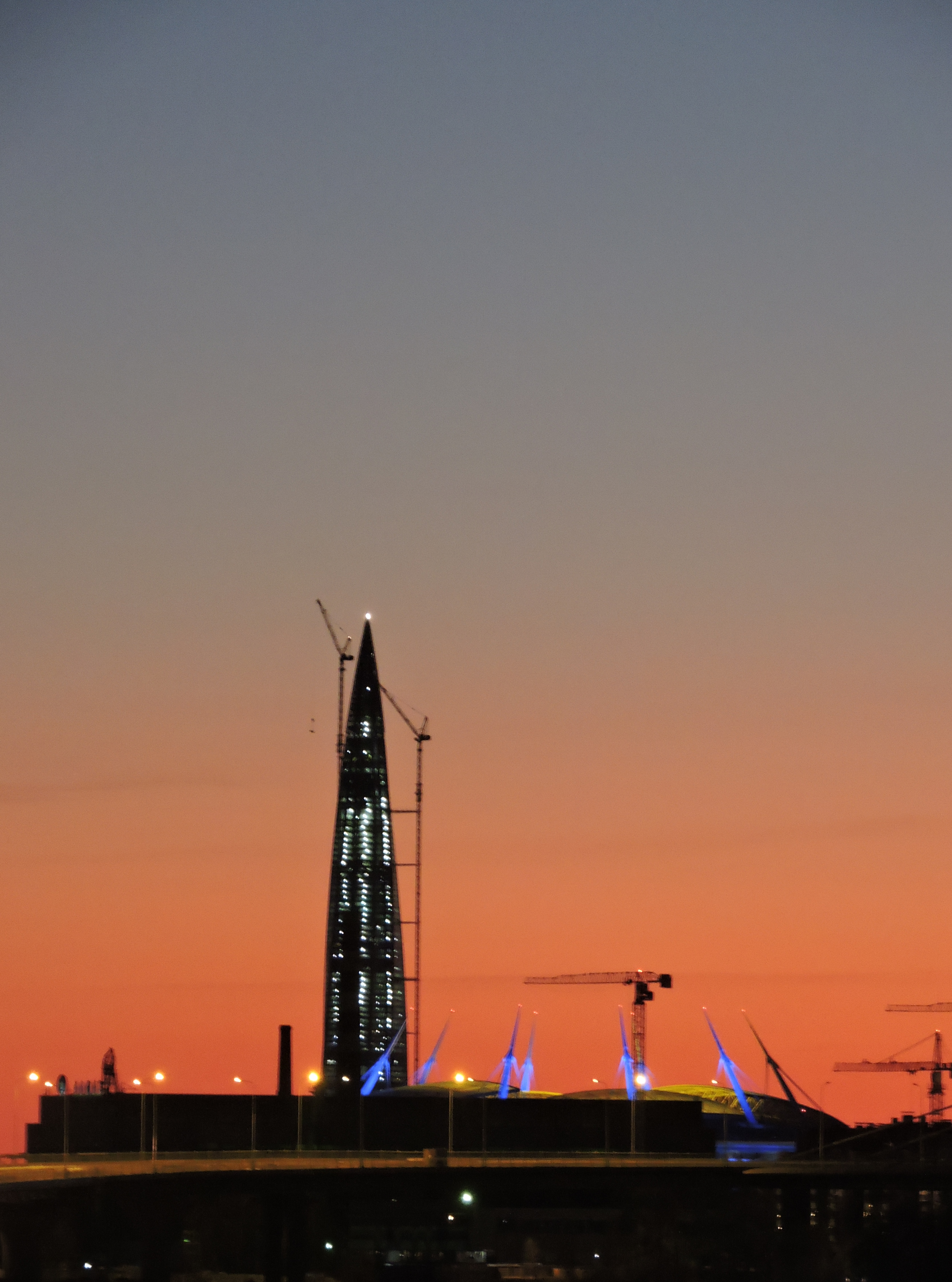
Il Centro Lachta, in costruzione (2014).

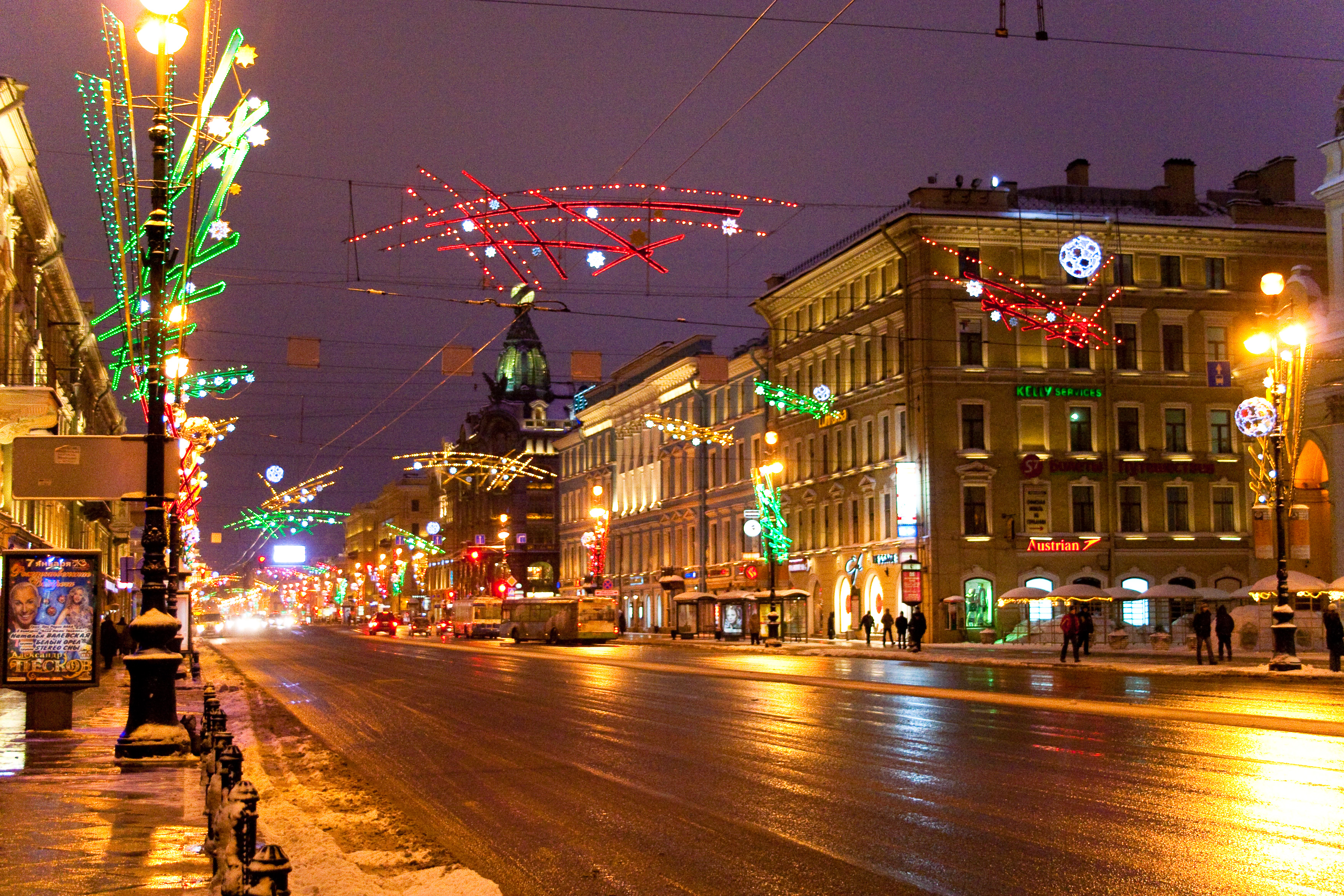
La prospettiva Nevski a Natale.

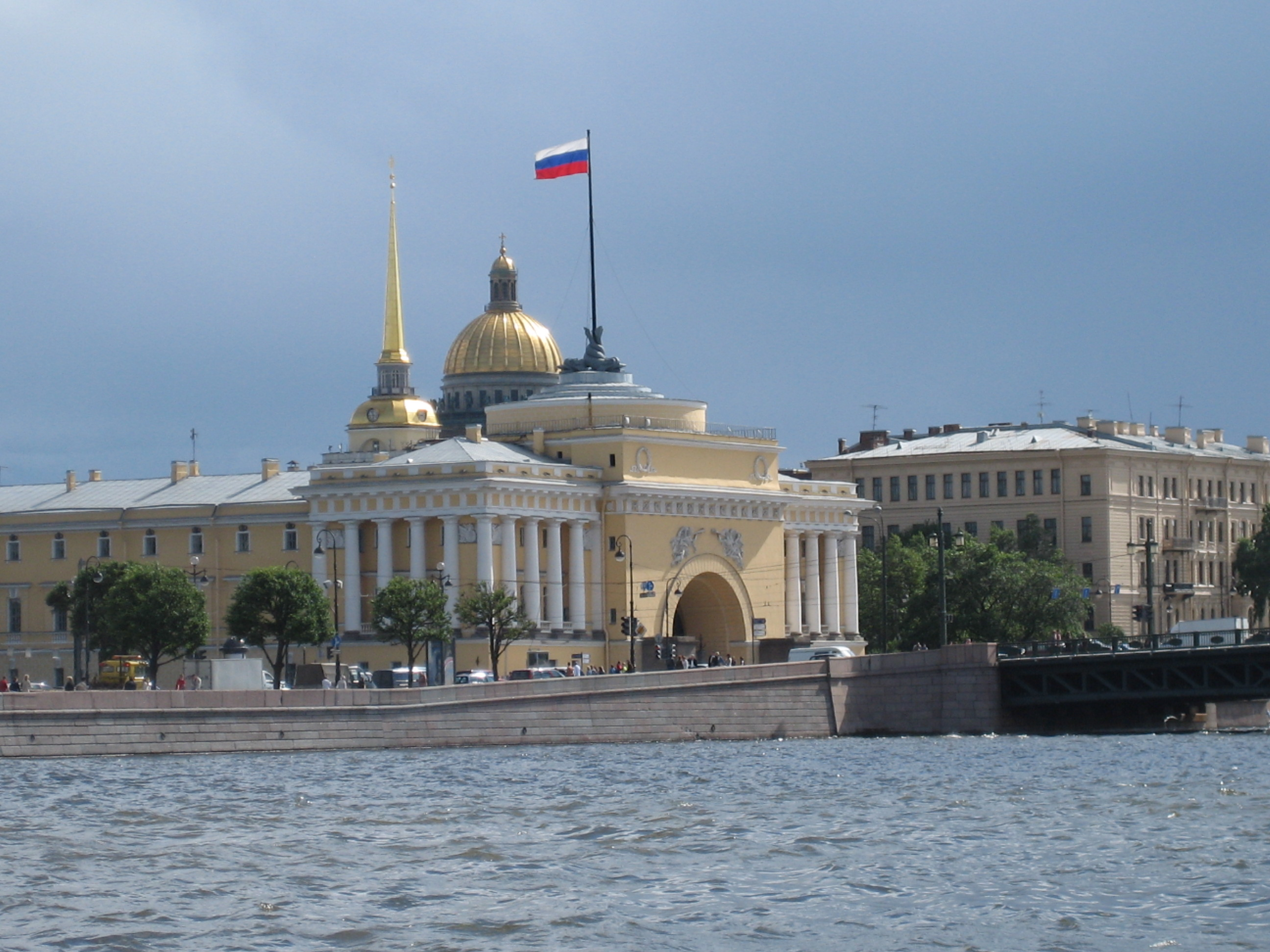
Il palazzo dell'Ammiragliato a San Pietroburgo

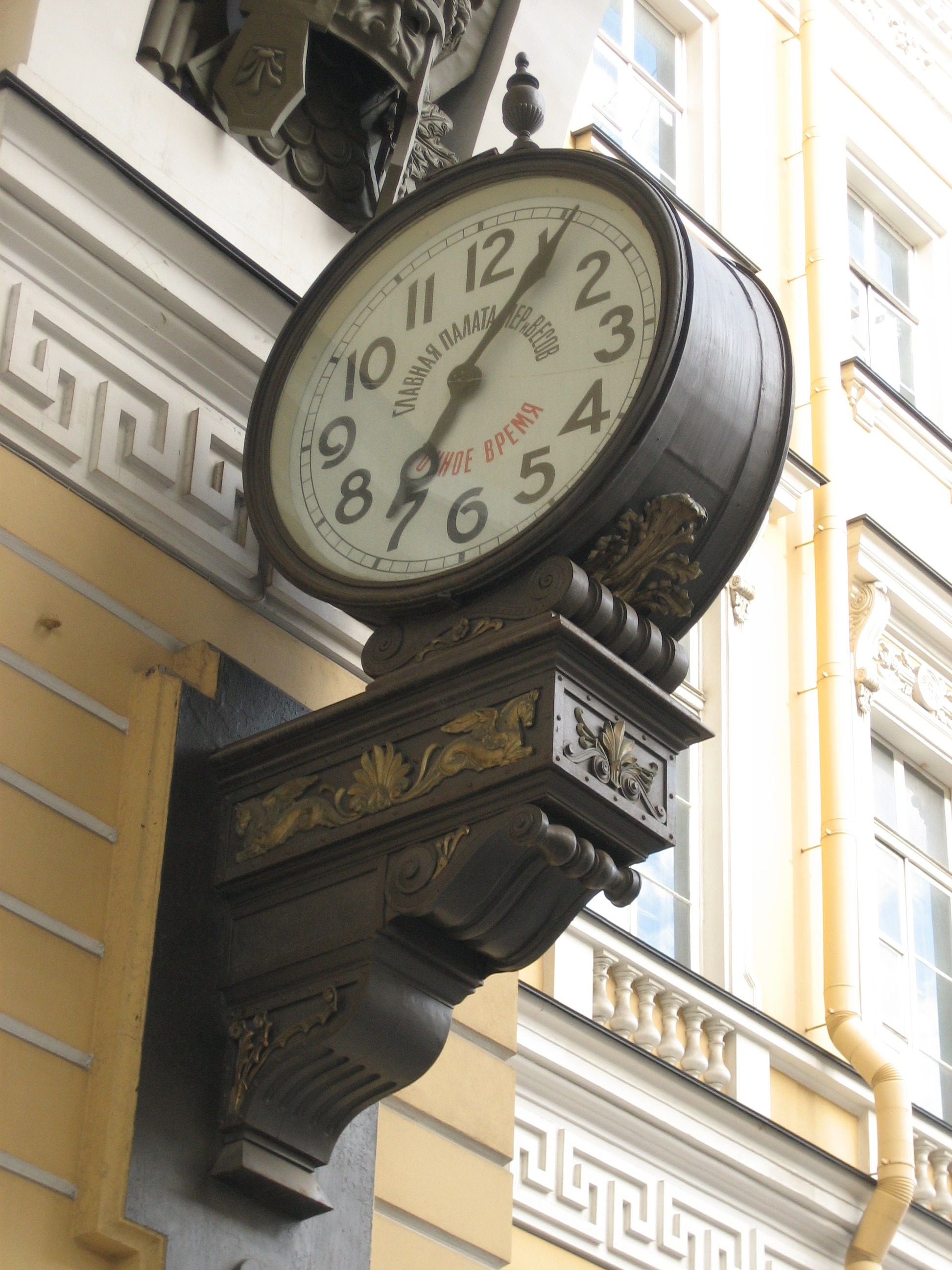
L'orologio all'esterno del Palazzo dello Stato Maggiore

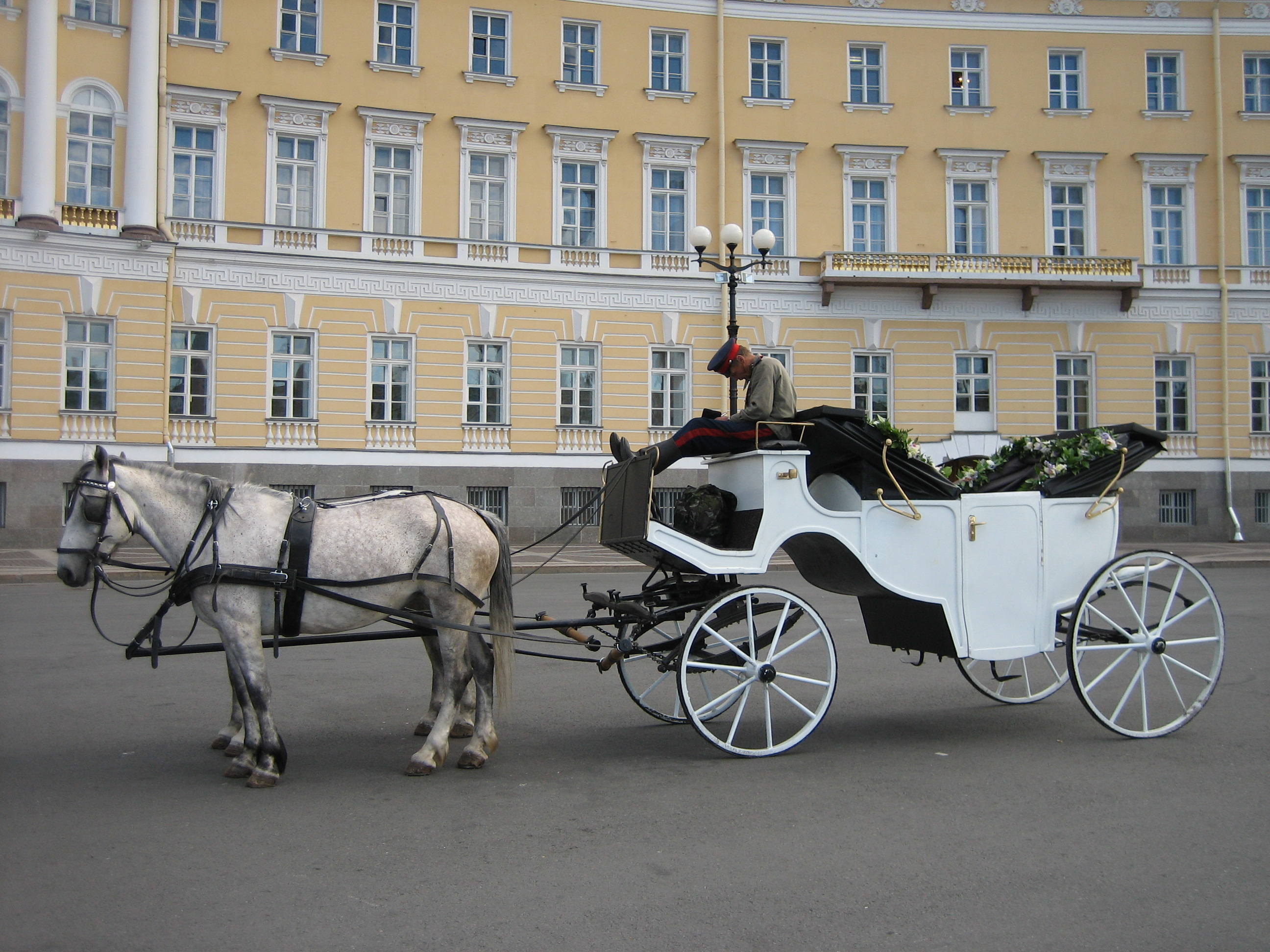
Carrozza nella Piazza del Palazzo d'Inverno

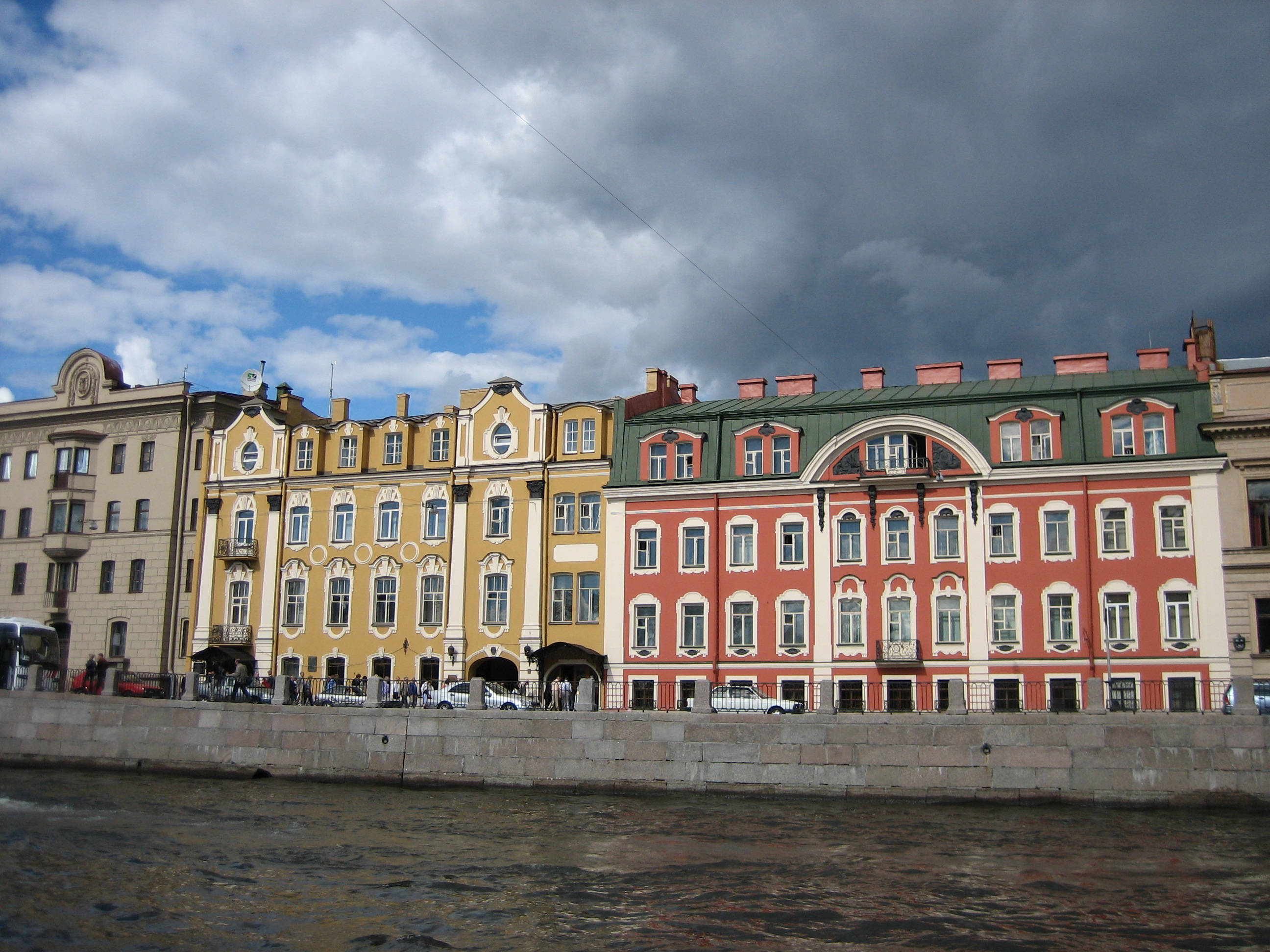
Case sul canale Fontanka

San Pietroburgo possiede tre grattacieli: la "Torre Leader" (140 m), L'"Aleksandr Nevskij" (124 m) e l'"Atlantic City" (105 m), tutti e tre sono situati lontano dal centro storico. L'attuale normativa vieta la costruzione di edifici alti nel centro della città. La torre televisiva di San Pietroburgo con i suoi 310 metri è la struttura più alta in città. Tuttavia, vi è stato un controverso progetto approvato dalle autorità cittadine, e conosciuto come "Centro Ochta", per costruire un palazzo di 396 metri.
Nel 2008, il World Monuments Fund ha incluso lo skyline storico di San Pietroburgo sulla lista dei 100 siti più a rischio di estinzione a causa delle previste edificazioni che rischiano di danneggiarlo irrimediabilmente. Il progetto del "Centro Okhta" è stato definitivamente annullato alla fine del 2010 mentre il progetto del "Centro Lachta" si avvia alla periferia della città.
Il complesso raggiunge un'altezza massima di 463 metri. Il progetto del "Centro Lachta" ha suscitato molte meno polemiche e, a differenza del precedente progetto abbandonato, non è considerato dall'UNESCO come una potenziale minaccia per il patrimonio culturale trovandosi molto lontano dal centro storico. La prima fase della costruzione dell'edificio è stata ultimata nel 2018, mentre l'inaugurazione avrà luogo nel 2021. Circa due terzi degli spazi interni saranno dedicati agli uffici di Gazprom, con circa 8 000 dipendenti pronti a occuparli subito dopo l’inaugurazione ufficiale. Per il resto, il centro ospiterà un ponte di osservazione a 360 metri di altezza, un ristorante con vista panoramica, un centro scientifico, un planetario, un anfiteatro, una sala per concerti e numerose piazze pubbliche. La torre da record del Lachta Center è composta da cinque torri più piccole, che si uniscono tra di loro attorcigliandosi fino alla vetta. Per questo l’edificio conquisterà anche il titolo di seconda twisting tower più alta del pianeta, dietro solamente alla Shangai Tower, insieme con quello di grattacielo più a Nord del mondo. Oltre al grattacielo principale, il centro si sviluppa anche in una struttura a boomerang di 260 metri di lunghezza e 80 d’altezza, che conterrà la maggior parte delle attività aperte al pubblico.
A differenza di Mosca, a San Pietroburgo l'architettura storica dal centro della città, in gran parte costituita da edifici barocchi e neoclassici del XVIII e XIX secolo è stata in gran parte conservata; anche se un certo numero di edifici sono stati demoliti dopo la presa del potere da parte dei bolscevichi. Il più antico edificio tutt'oggi esistente è una casa in legno costruita per Pietro I nel 1703 sulla riva del Neva vicino a piazza Troickaja. Dal 1991 il centro storico di San Pietroburgo e i relativi gruppi di monumenti sono stati elencati dall'UNESCO come patrimonio dell'umanità.
L'insieme della Fortezza di Pietro e Paolo con la Cattedrale di Pietro e Paolo prendono una posizione dominante sull'isola delle Lepri lungo la riva destra del fiume Neva. Ad ogni mezzogiorno un cannone spara un colpo a salve dalla fortezza. La moschea di San Pietroburgo, è stata la più grande moschea d'Europa, quando è stata aperta nel 1913, è situata sulla riva destra. La Piazza della Borsa, anche nota come la Punta (Strelka) dell'isola Vasil'evskij, che divide il fiume Neva in due grandi bracci, la Grande Neva (Bol'šaja Neva) e la Piccola Neva (Malaja Neva), è collegata all'Isola di Pietrogrado attraverso il ponte della Borsa (Birževoj most). La costa meridionale dell'isola Vasil'evskij, lungo la Grande Neva, presenta alcuni degli edifici più antichi della città, risalenti al XVIII secolo, tra cui il Kunstkamera, i Dodici collegi, il Palazzo Menšikov e l'Accademia russa di belle arti.
Al sud, sulla riva sinistra del Neva, collegata all'isola Vasil'evskij attraverso il Ponte del Palazzo (Dvorcovskij Most), si trovano il palazzo dell'Ammiragliato, il vasto complesso dell'Museo dell'Ermitage che si estende lungo il lungoneva del Palazzo e che comprende il barocco Palazzo d'Inverno, ex residenza ufficiale degli zar, così come il neoclassico Palazzo di Marmo neoclassico. Il Palazzo d'Inverno si affaccia sulla Piazza del Palazzo, la piazza principale della città dove vi è la Colonna di Alessandro.
La prospettiva Nevskij, è anch'essa situata sulla riva sinistra della Neva, ed è il viale principale della città. Inizia all'Ammiragliato e corre verso est vicino alla Piazza del Palazzo. La Prospettiva Nevskij attraversa il Moika (ponte verde), il canale Griboedov, la via Sadovaja, il canale Fontanka, incontra la prospettiva Litejnyj e procede alla piazza dell'Insurrezione vicino alla stazione ferroviaria di Mosca, dove si incrocia con la prospettiva Ligovskij e si volge verso il Monastero di Aleksandr Nevskij. I Grandi magazzini Passage (il termine russo Passaž è la traslitterazione dal francese), la Chiesa cattolica di Santa Caterina, la "casa dei libri" (ex edificio dell'azienda Singer in stile Art Nouveau), il Grand Hotel Europa, la Chiesa Luterana di San Pietro e San Paolo, la biblioteca nazionale russa, il teatro Aleksandrinskij la statua di Caterina la Grande, la Cattedrale di Kazan', il palazzo Stroganov, il palazzo Aničkov e il palazzo Beloselskij-Belozerskij sono tutti situati lungo quel viale.
Il monastero di Aleksandr Nevskij, destinato ad ospitare le reliquie del santo, è un importante centro di educazione cristiana in Russia. Contiene anche il Cimitero Tichvin con tombe di molti pietroburghesi celebri.
Sul terreno tra la Neva e la prospettiva Nevskij si trovano la Chiesa del Salvatore sul Sangue Versato, il palazzo Michajlovskij (che ospita il Museo Russo), il Campo di Marte, il castello Michajlovskij, il giardino d'estate, il Palazzo di Tauride, l'Istituto Smol'nyj e il monastero Smol'nyj.
Molti punti di riferimento importanti sono situati ad ovest e a sud del Palazzo dell'Ammiragliato, tra cui la Cattedrale della Trinità - Izmajlovskij, il Palazzo Mariinskij, l'hotel Astoria, il famoso teatro Mariinskij, la cattedrale di Sant'Isacco e la Piazza del Senato (nota anche come piazza dei Decabristi), con la statua del Cavaliere di Bronzo, monumento equestre del XVIII secolo dedicato a Pietro il Grande, che è considerato uno tra i simboli più riconoscibili della città.
Altri simboli di San Pietroburgo includono la banderuola a forma di una piccola nave in cima alla guglia dorata dell'Ammiragliato e l'angelo dorato sulla sommità della Cattedrale di Pietro e Paolo. Vi sono centinaia di piccoli ponti a San Pietroburgo che si estendono sui numerosi canali e affluenti della Neva, dei quali tra i più importanti annoveriamo, i fiumi Mojka, Fontanka, Smolenka e Karpovka, e i canali Griboedov e Obvodnyj. A causa della intricata rete di canali, San Pietroburgo è spesso chiamata la "Venezia del Nord". I fiumi e canali nel centro della città sono fiancheggiati da argini di granito,mentre i parapetti a loro protezione sono in ghisa.

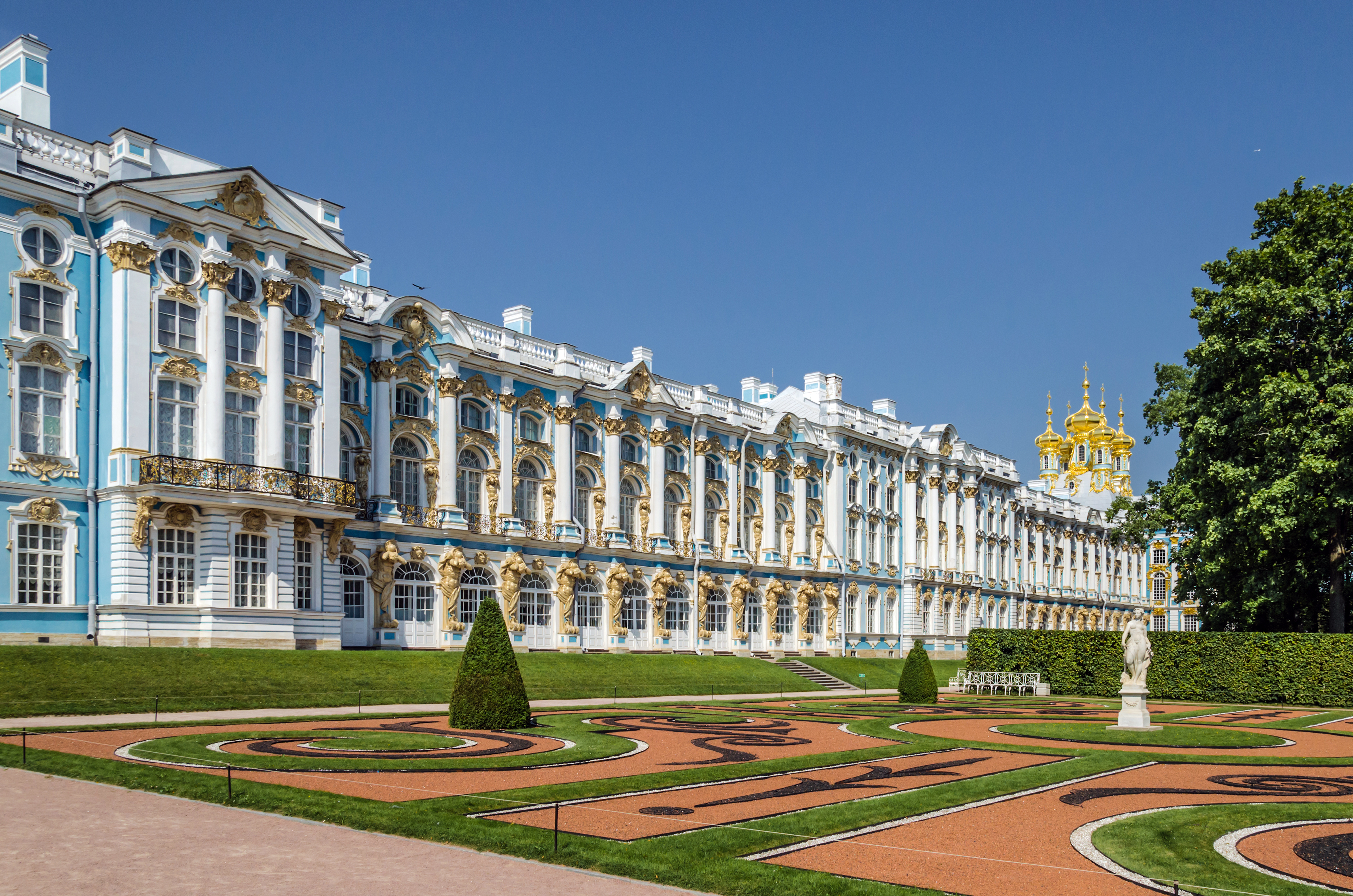
Il Palazzo di Caterina.

I sobborghi meridionali della città sono celebri per le sfarzose residenze estive degli zar: Peterhof, con le maestose fontane a cascata fontana e parchi; Carskoe Selo, con il Palazzo di Caterina in stile barocco e il neoclassico Palazzo di Alessandro; Pavlovsk, con la reggia, caratterizzata da un palazzo a cupola voluta da Paolo I e da uno dei più grandi parchi in stile inglese d'Europa. Ci sono altre residenze imperiali nelle vicinanze e che fanno parte del patrimonio mondiale, tra cui un castello e il parco di Gatčina, ma in realtà appartengono all'oblast' di Leningrado piuttosto che a San Pietroburgo. Un altro sobborgo notevole è Kronštadt con le sue fortificazioni del XIX secolo e monumenti navali, che occupa l'isola Kotlin nel golfo di Finlandia.

### Parchi
San Pietroburgo possiede numerosi parchi e giardini, alcuni tra i più famosi sono situati nella periferia sud. Sosnovka è il più grande parco che si estende entro i limiti della città vera e propria e occupa 240 ettari. Il Giardino d'estate è il parco più antico, risalente ai primi anni del XVIII secolo. Si trova sulla riva meridionale del Neva a capo del Fontanka ed è famoso per le sue ringhiere di ghisa e le sculture in marmo.
Tra gli altri parchi degni di nota vi sono il Parco della Vittoria marittima sull'isola Krestovskij e il Parco della Vittoria Moskovskij nel sud, realizzato per commemorare la vittoria sulla Germania nazista durante la seconda guerra mondiale. Molto apprezzato è anche il Giardino Tauride, che contorna l'omonimo palazzo. Gli alberi più comuni coltivati nei parchi sono la farnia, l'acero riccio, il frassino verde, la betulla, il larice siberiano, l'abete del Colorado, il salice piangente, il tiglio e il pioppo. Una importante xiloteca con collezioni dendrologiche risalenti al XIX secolo è ospitata nell'Orto botanico di San Pietroburgo e nel Parco dell'Accademia Forestale.

### Turismo

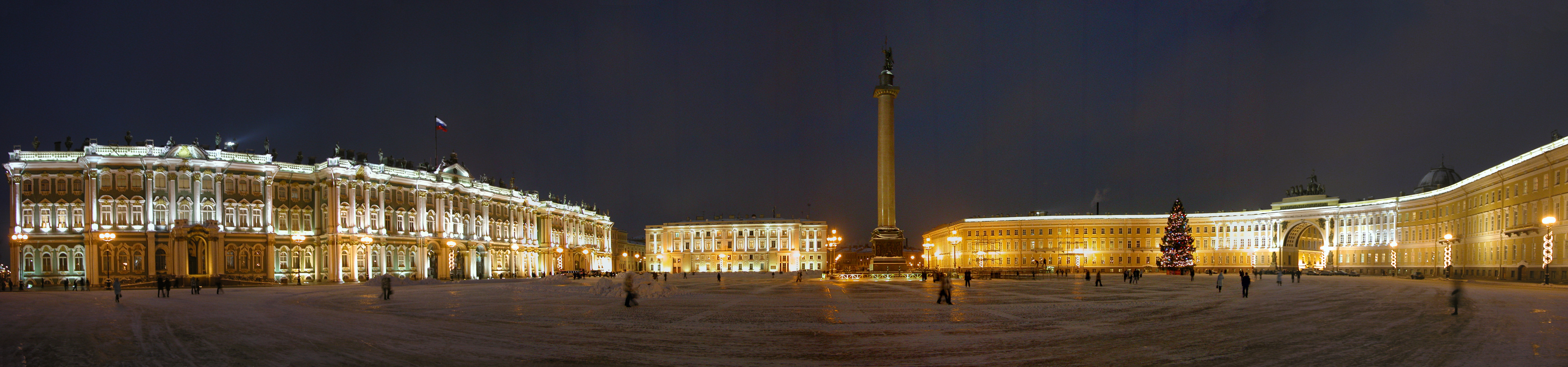
La Piazza del Palazzo, con il Palazzo d'Inverno, la Colonna di Alessandro, il Palazzo dello Stato Maggiore.

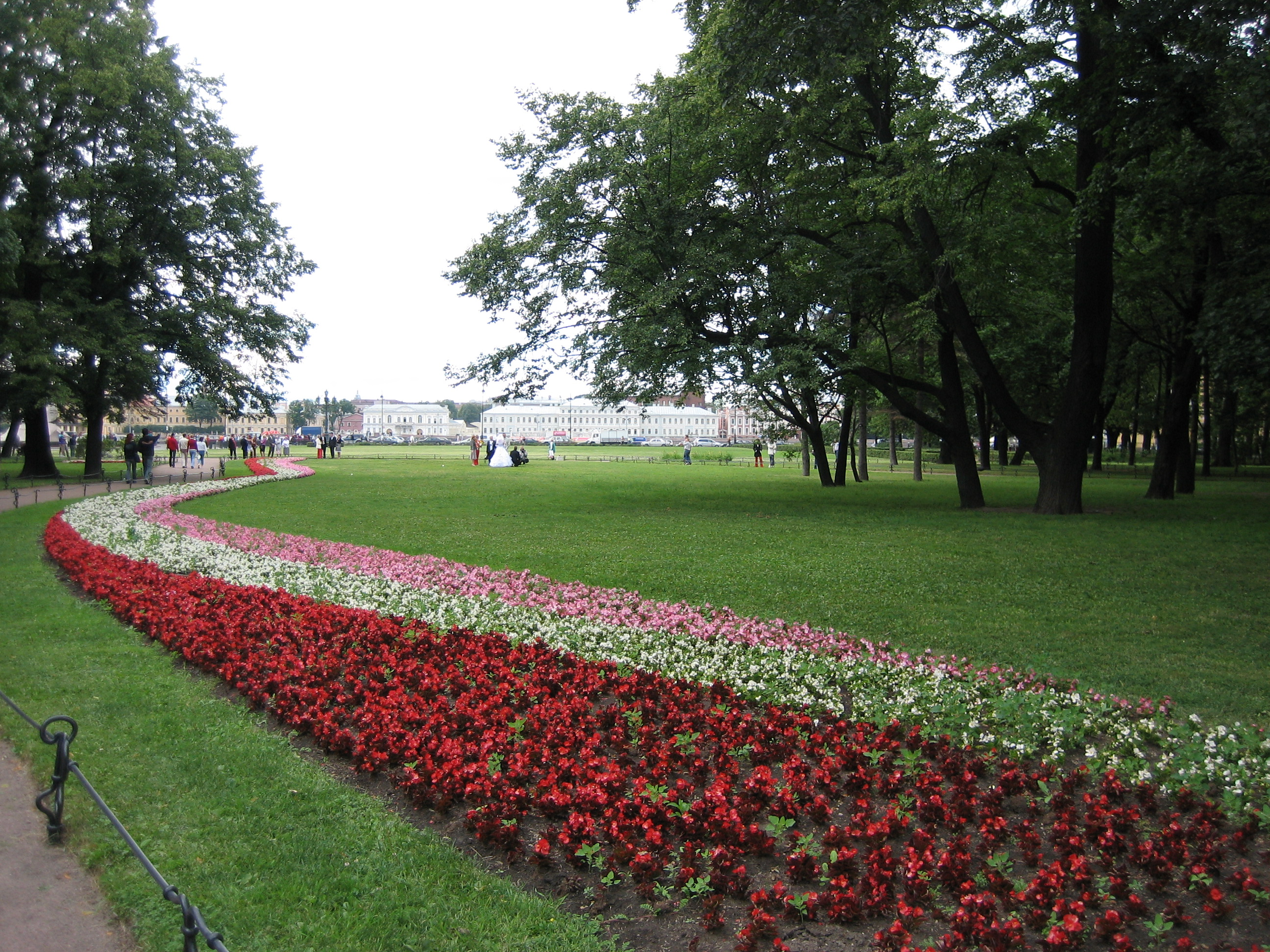
Aiuole nelle piazze di San Pietroburgo

San Pietroburgo vanta un notevole patrimonio storico e culturale ed è quindi considerata una destinazione turistica molto attraente.
Il complesso architettonico cittadino e suburbano del XVIII e XIX secolo è conservato in forma praticamente invariata. Per vari motivi (compresa la distruzione su larga scala durante la seconda guerra mondiale e la costruzione di edifici moderni nel dopoguerra nei più grandi centri storici d'Europa), San Pietroburgo è diventata una riserva unica degli stili architettonici europei degli ultimi tre secoli. La perdita da parte di San Pietroburgo dello status di capitale ha aiutato la città a conservare molti dei suoi edifici pre-rivoluzionari, in quanto le architetture moderne e i "progetti di prestigio" proposti nel periodo sovietico sono state realizzate a Mosca; ciò ha impedito in gran parte il sorgere di architetture del medio-tardo XX secolo e ha contribuito a mantenere l'aspetto architettonico del centro storico della città.
L'aspetto originale e maestoso di San Pietroburgo, nonostante la presenza di palazzi dall'architettura un po' severa e formale del dopoguerra, nasce dalla varietà di dettagli architettonici, compresi viali lunghi e diritti, vasti spazi, giardini e parchi, sculture monumentali e decorative. Il fiume Neva e i numerosi canali sono ben integrati con gli spazi cittadini. Tutte queste vie d'acqua sono in evidente rilievo attraverso tutta la città, con i loro argini e ponti che aggiungono dettagli ulteriori di fascino all'atmosfera già unica di San Pietroburgo.
Il centro storico di San Pietroburgo, incluso dal 1990 nella lista dell'UNESCO dei Patrimoni dell'umanità, annovera architetture, monumenti e musei celebri in tutto il mondo. Nuovi programmi turistici e visite guidate sono state sviluppati per coloro che desiderano godere del patrimonio culturale cittadino.
La città dispone di 221 musei, 2 000 biblioteche, più di 80 teatri, 100 organizzazioni concertistiche, 45 gallerie e sale espositive, 62 cinema e circa 80 altri istituti culturali. Ogni anno la città ospita circa 100 festival e vari concorsi di arte e cultura.

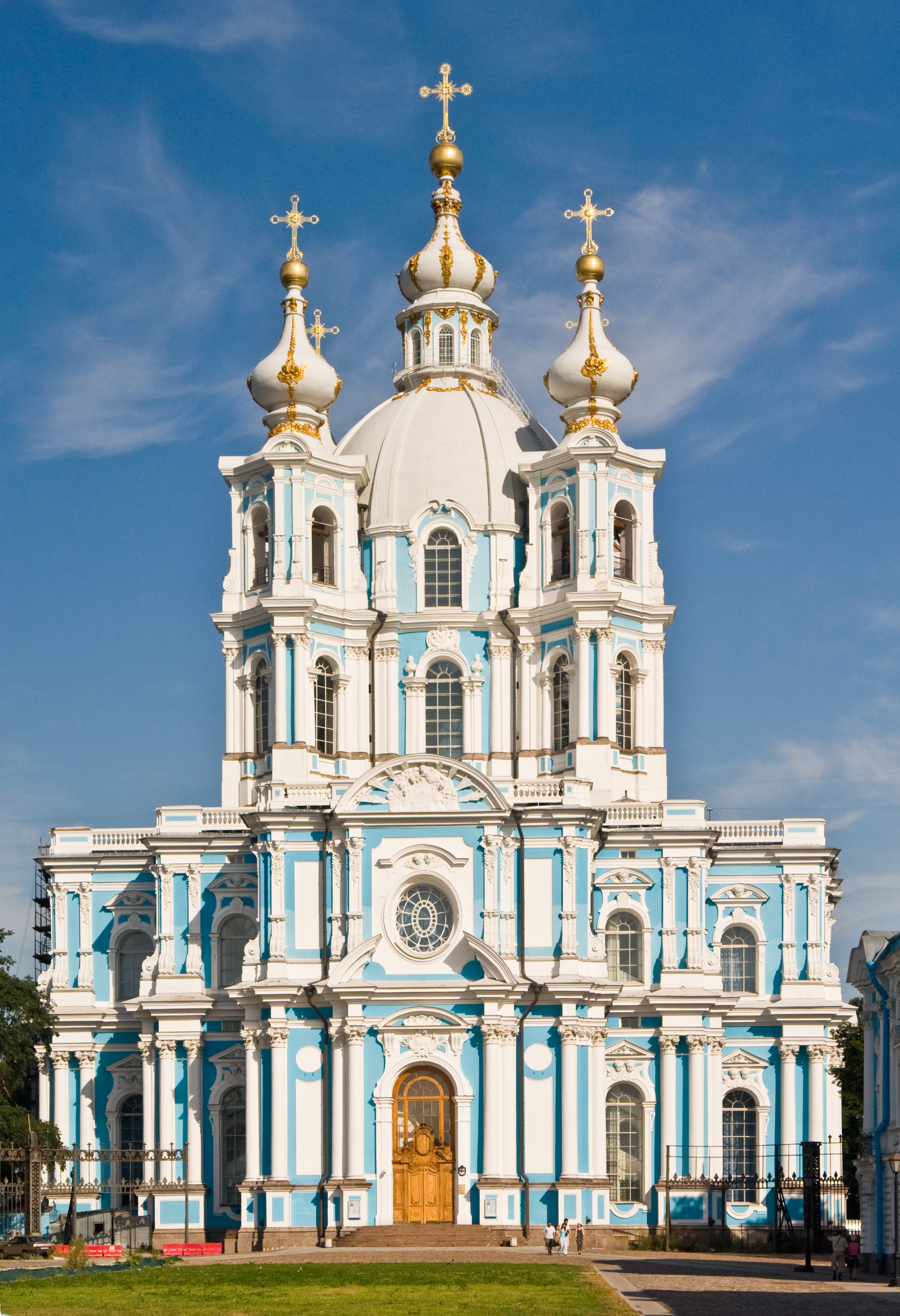
Cattedrale della Resurrezione

Nonostante l'instabilità economica degli anni 1990, non un solo teatro importante o museo fu chiuso a San Pietroburgo; al contrario molti nuovi sono stati aperti, ad esempio, un museo privato di marionette (aperto nel 1999) è il terzo museo del suo genere in Russia, dove le collezioni di oltre 2 000 bambole sono presentate. La città non è solo sede del famoso Museo dell'Ermitage e del Museo di Stato Russo con la sua ricca collezione di arte russa ma anche di palazzi e monumenti prestigiosi.
Le attrazioni architettoniche del XVIII e XIX secolo comprendono poi la Fortezza di San Pietro e San Paolo, la Cattedrale della Resurrezione, l'Istituto Smol'nyj, la piazza del Palazzo con il Palazzo d'Inverno, la Prospettiva Nevskij, il palazzo della borsa e la sede dell'Università statale, ospitata nel Collegio dei dodici sull'Isola Vasil'evskij (o Isola di Basilio), la Chiesa di Nostra Signora di Misericordia, la piazza dei Decabristi anche detta del Senato, con la celebre statua equestre del Cavaliere di bronzo, il Teatro Mariinskij, la via Rossi, dedicata all'omonimo architetto italiano, la piazza Ostrovskij, la piazza delle Arti, il Castello degli ingegneri, e la Sinagoga grande corale.
Con un programma culturale ricco e un gran numero di siti del patrimonio mondiale, nonché una infrastruttura turistica in via di sviluppo, San Pietroburgo è diventata tra i centri più importanti del mondo della cultura e del turismo.
La posizione di San Pietroburgo, vicina al circolo polare artico, fa sì che il crepuscolo duri per tutta la notte durante l'estate, soprattutto da metà maggio a metà luglio; il fenomeno, conosciuto come sole di mezzanotte (fa da sfondo al romanzo Le notti bianche di Fëdor Dostoevskij), favorisce in questo periodo la vita culturale della città, che diviene ancora più frenetica e attiva.
Molti edifici storici della città sono stati restaurati per il trecentesimo anniversario della fondazione di San Pietroburgo (27 maggio 2003) e per il G8, svoltosi nella città nel 2006, altri sono in corso di restauro.

## Società

### Evoluzione demografica

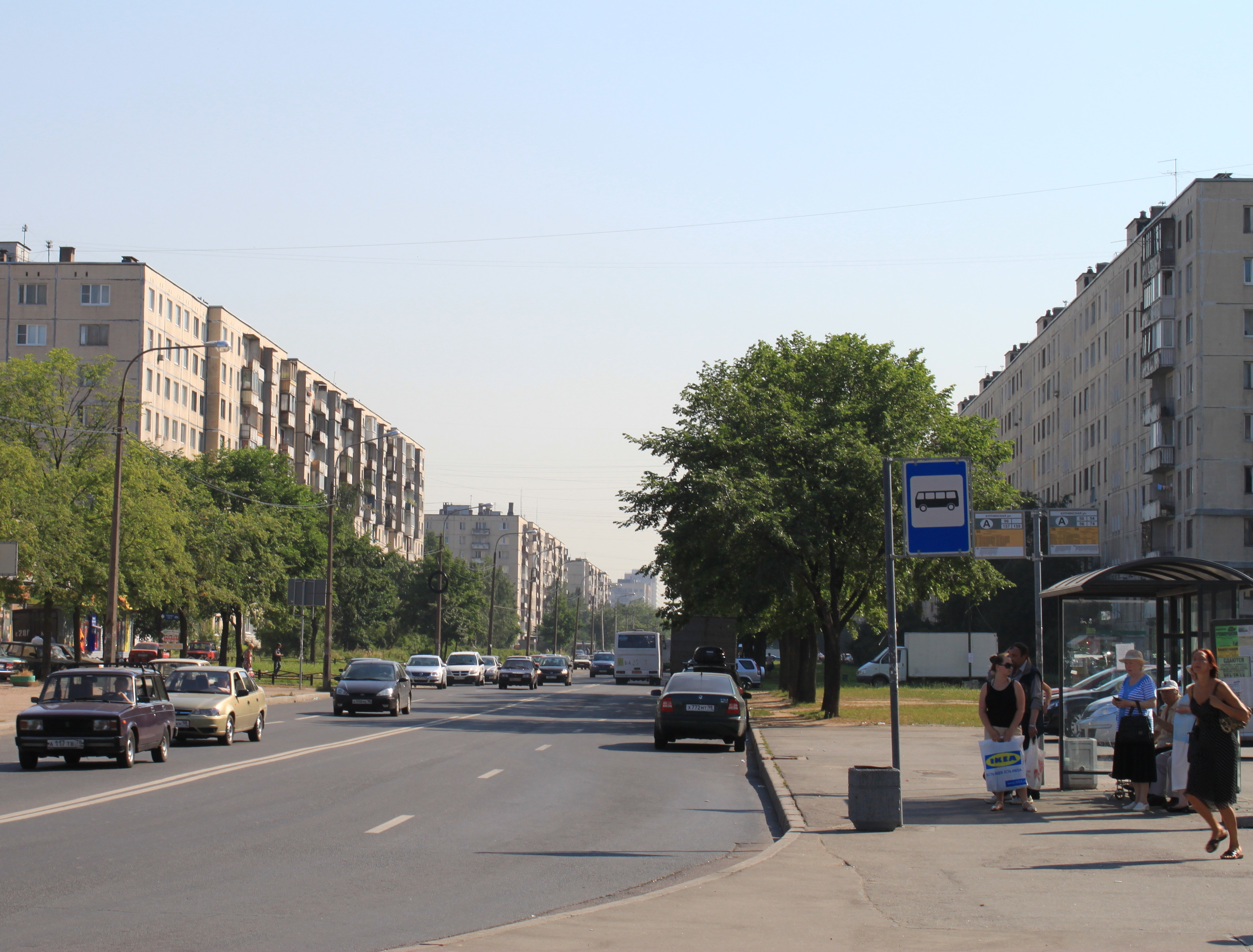
Edifici ospitanti appartamenti edificati in era sovietica a San Pietroburgo.

San Pietroburgo è la seconda città più grande della Russia. Secondo il censimento del 2017 la popolazione del soggetto federale è di 5 281 579 abitanti, ovvero il 3,4% della popolazione totale della Russia, dato superiore ai 4 661 219 (3,2%) registrato nel censimento del 2002.
Statistiche demografiche del 2012
- Nascite: 62 343 (12,6‰)
- Morti: 61 910 (12,5‰)[22]
- Tasso di fertilità totale:[23]

| 2009: | 1,34 |
| 2010: | 1,38 |
| 2011: | 1,38 |
| 2012: | 1,48 |
| 2013: | 1,49 |
Il censimento del 2010 ha registrato questa composizione etnica: Russi 80,1%, Ucraini 1,3%, Bielorussi 0,8%, Tartari 0,6%, Armeni 0,6%, Ebrei 0,5%, Uzbeki 0,4%, Tagiki 0,3%, Azeri 0,3%, Georgiani 0,2%, Moldavi 0,2%, Finlandesi 0,1%, altri 1,3%. L'etnia del restante 13,4% degli abitanti non è stata specificata.

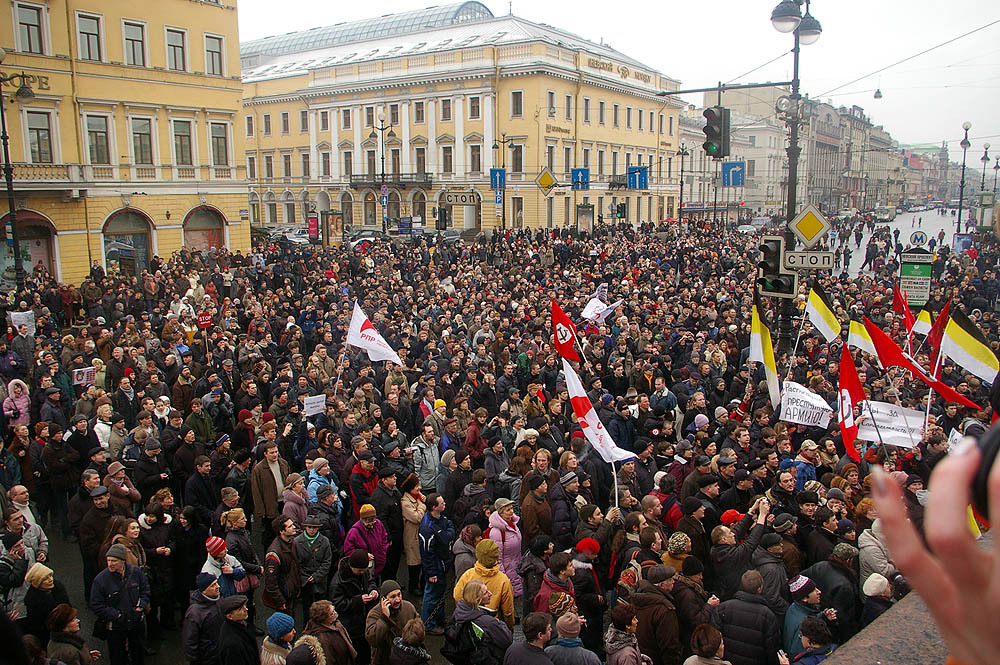
Una protesta nel centro di San Pietroburgo, 4 marzo 2007.

Il XX secolo ha visto aumenti e diminuzioni frenetiche della popolazione. Dai 2,4 milioni registrati nel 1916, la città è scesa a meno di 740 000 nel 1920 a causa delle due rivoluzioni russe del 1917 e della guerra civile russa. Le minoranze di Tedeschi, Polacchi, Finlandesi, Estoni e Lettoni si sono trasferite quasi totalmente da Leningrado nel corso del 1930. Dal 1941 alla fine del 1943, la popolazione è scesa da 3 milioni a meno di 600 000, per via delle persone che sono morte in battaglia o di fame durante l'assedio di Leningrado oppure che sono state evacuate. Dopo l'assedio, alcuni degli sfollati hanno fatto ritorno in città, ma il maggior afflusso si è dovuto alla migrazione da altre parti dell'Unione Sovietica. La città ha assorbito circa 3 milioni di persone nel 1950 ed è cresciuta a oltre 5 milioni nel 1980. Dal 1991 al 2006 la popolazione della città è scesa a 4,6 milioni, mentre la popolazione suburbana è aumentata a causa della privatizzazione delle terre. Sulla base dei risultati del censimento del 2010 la popolazione attuale è di oltre 4,8 milioni. Il tasso di natalità rimane inferiore al tasso di mortalità; persone oltre i 65 anni rappresentano oltre il 20% della popolazione e l'età media è di circa 40 anni.
La popolazione delle aree urbane di San Pietroburgo vive principalmente in appartamenti. Tra il 1918 e il 1990, i sovietici nazionalizzarono le abitazioni e molti residenti  condividevano appartamenti comunali (kommunalka). Con il 68% della popolazione che viveva in tali appartamenti condivisi nel 1930, Leningrado era la città dell'Unione Sovietica con il maggior numero di tali tipologie di abitazione. Al 2014 le kommunalki sono sulla via del tramonto anche se gli appartamenti condivisi sono ancora molto diffusi. Mentre l'attività economica e sociale è concentrata nel centro storico, ovvero la parte più ricca di San Pietroburgo, la maggior parte delle persone vive in zone suburbane facendo i pendolari. Per il primo semestre del 2007, il tasso di natalità è stato del 9,1 per 1000.
Le seguenti tabelle mostrano il numero di abitanti della città di San Pietroburgo.
Fondata in una zona inabitata il 27 maggio 1703, i dati precedenti al 1944 sono principalmente stime, dal 1959 fino al 2002 sono dati del censimento ufficiale, mentre quelli relativi al 2005 sono un calcolo statistico.

Sviluppo della popolazione di San Pietroburgo.

| anno | abitanti  |
| ---- | --------- |
| 1725 | 75 000    |
| 1750 | 150 000   |
| 1800 | 300 000   |
| 1846 | 336 000   |
| 1852 | 485 000   |
| 1858 | 520 100   |
| 1864 | 539 100   |
| 1867 | 667 000   |
| 1873 | 842 900   |
| 1881 | 876 600   |
| 1886 | 928 600   |
| 1891 | 1 035 400 |
| 1897 | 1 264 900 |
| 1901 | 1 439 400 |

| anno            | abitanti  |
| --------------- | --------- |
| 1908            | 1 678 000 |
| 1910            | 1 962 000 |
| 1915            | 2 318 600 |
| 1920            | 722 000   |
| 1926            | 1 616 100 |
| 1936            | 2 739 800 |
| 1939            | 3 191 300 |
| 1944            | 2 559 000 |
| 15 gennaio 1959 | 2 888 000 |
| 15 gennaio 1970 | 3 512 974 |
| 17 gennaio 1979 | 4 072 528 |
| 12 gennaio 1989 | 4 460 424 |
| 9 ottobre 2002  | 4 159 635 |
| 1º gennaio 2005 | 4 039 751 |
| 2012            | 4 430 003 |

## Cultura

### Istruzione

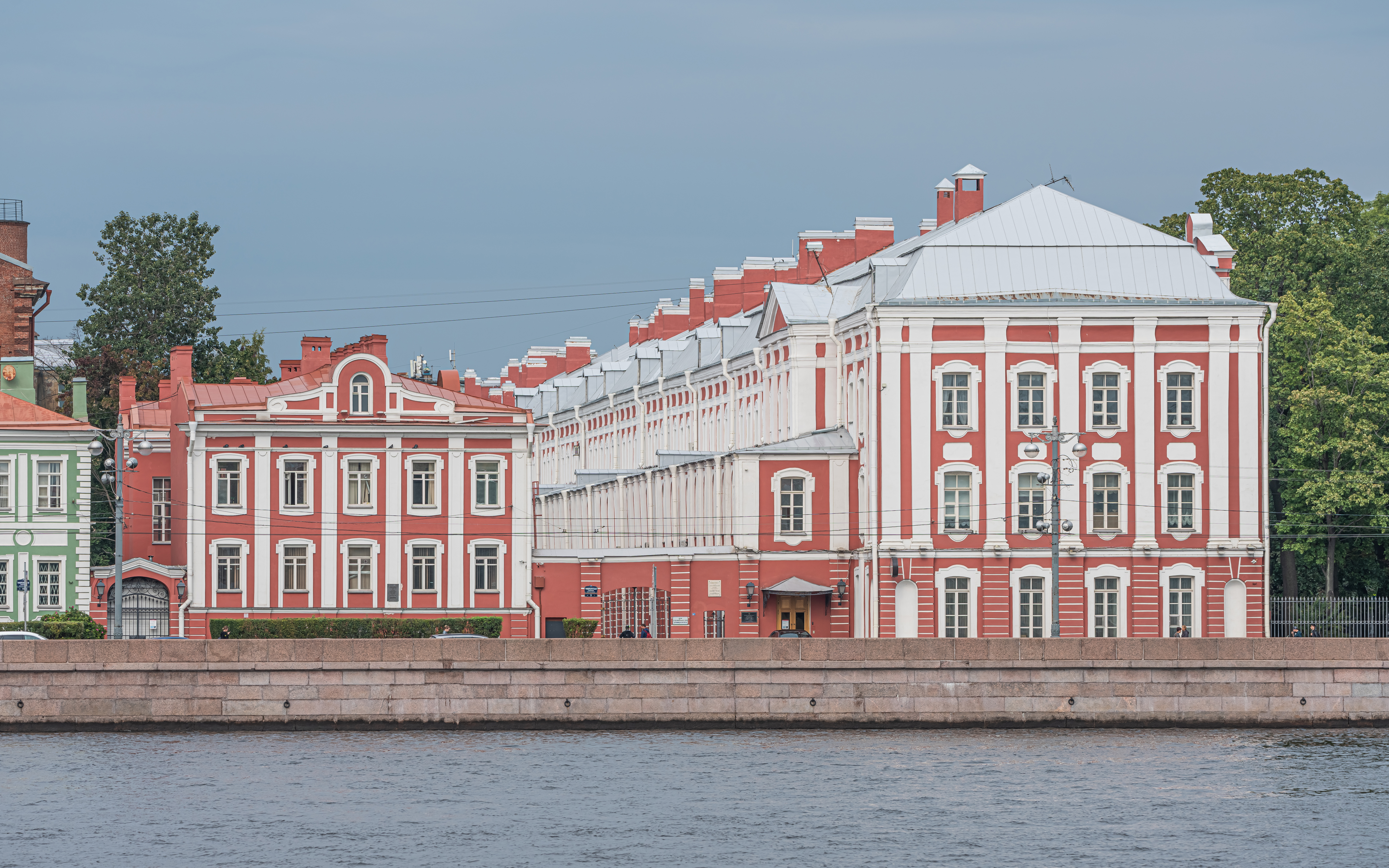
Università statale di San Pietroburgo

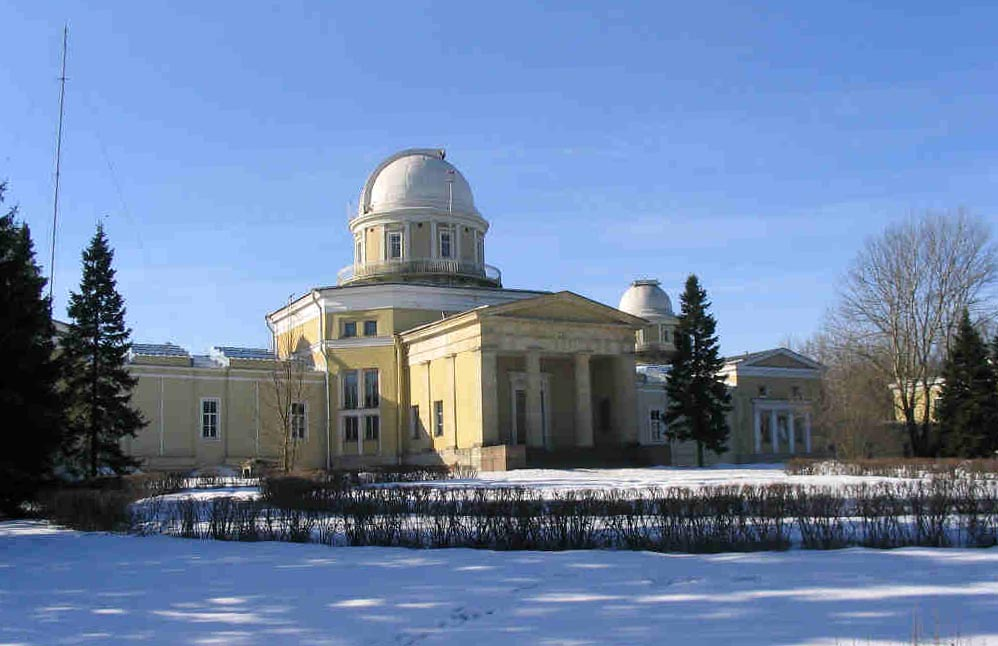
Osservatorio di Pulkovo

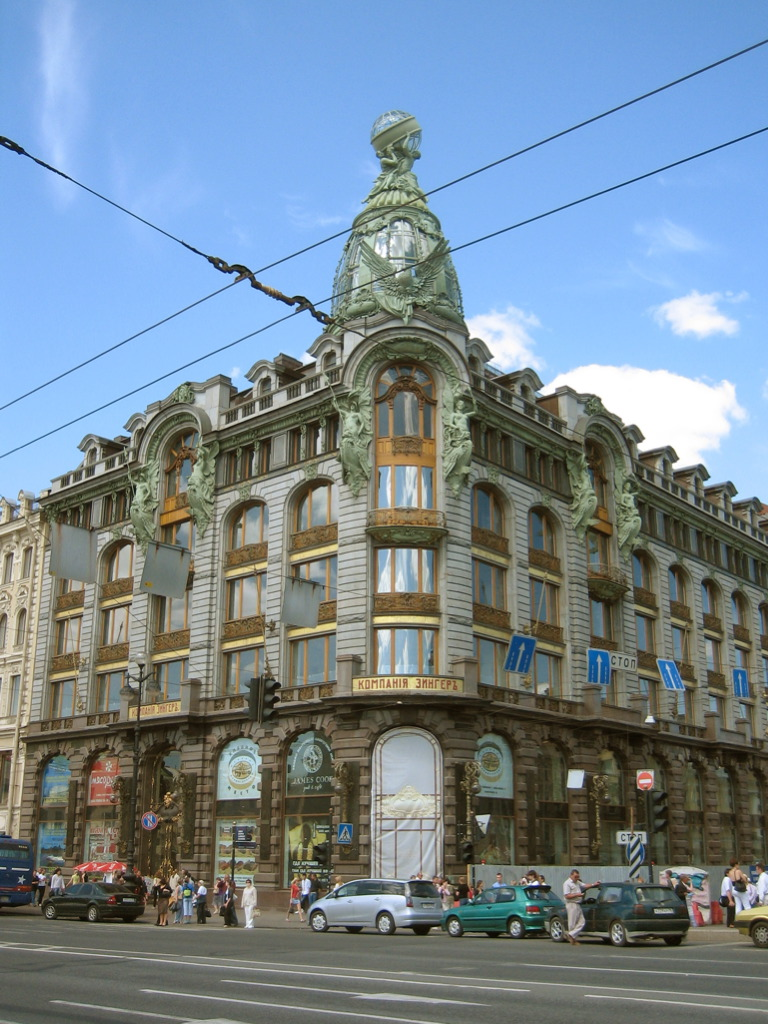
La Casa dei Libri

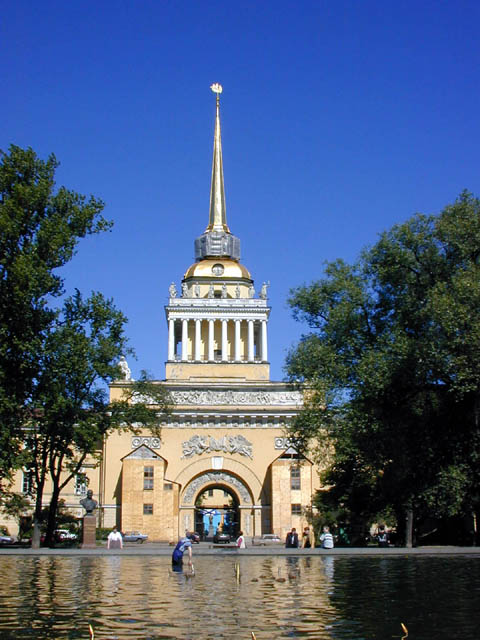
Palazzo dell'Ammiragliato

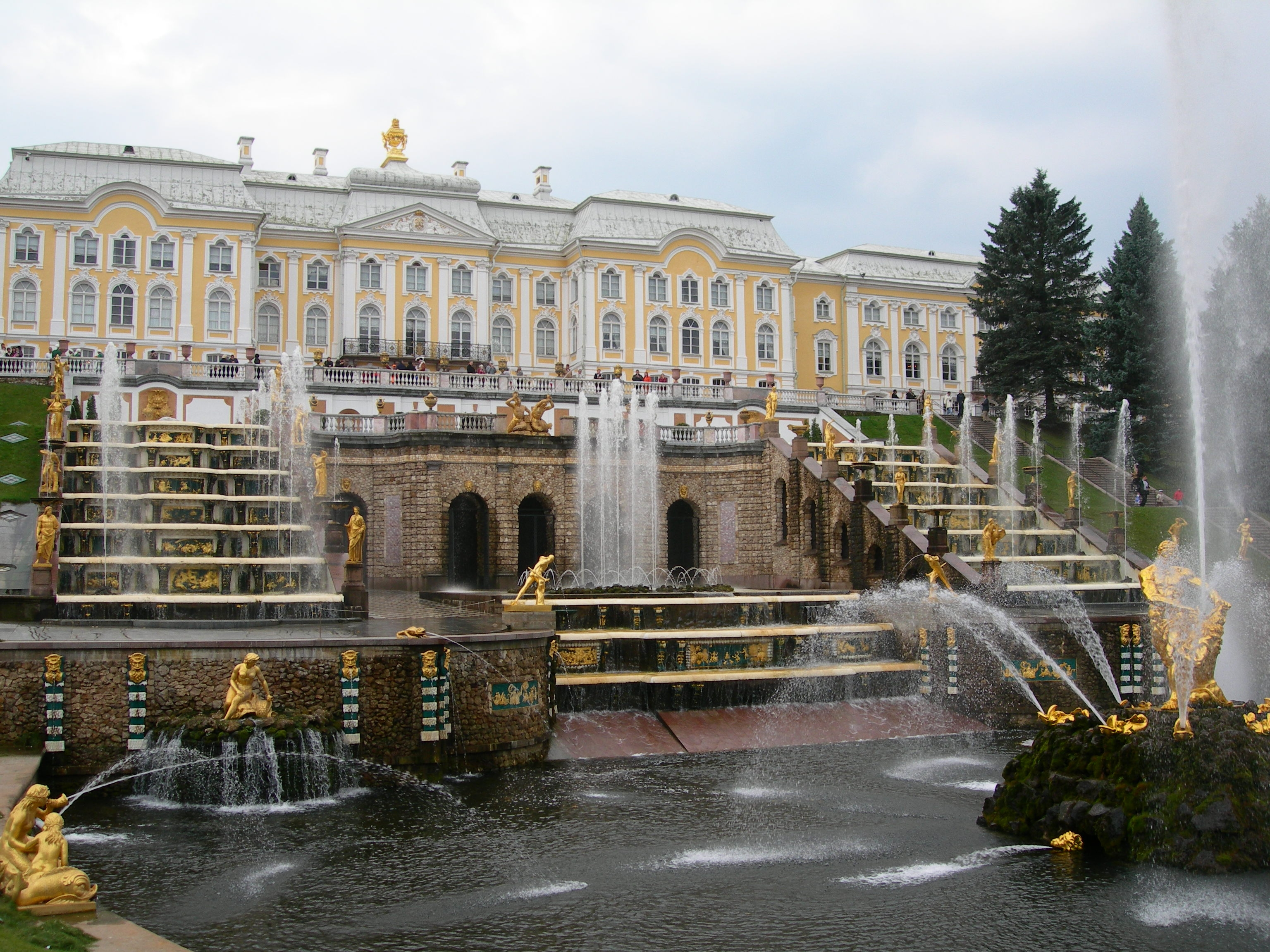
La grande cascata presso la reggia di Peterhof.

Nel 2006/2007 a San Pietroburgo si registravano 1 024 asili, 716 scuole pubbliche e 80 scuole professionali. Il più grande degli istituti di istruzione superiore pubblici è l'Università statale di San Pietroburgo, con circa 32 000 studenti.
Il maggiore istituto di istruzione superiore non governativa è invece l'Istituto di Relazioni Economiche e Legislative Internazionali. Altre università famose sono l'Università politecnica di San Pietroburgo, l'Università statale, l'Università Herzen, l'Istituto di tecnologia statale di San Pietroburgo, l'Istituto militare-ingegneristico e l'Accademia di scienze forestali.
Tuttavia, le università pubbliche sono tutte di proprietà federale e non appartengono alla città.
L'istruzione artistica è assicurata dal Conservatorio di San Pietroburgo, dall'Accademia di danza Vaganova e dall'Accademia russa di belle arti.

### Ricerca
A San Pietroburgo è la sede storica dell'Accademia russa delle scienze, ora seconda sede dell'istituzione, dopo quella di Mosca.
Dall'Accademia dipende anche l'Osservatorio spaziale di Pulkovo, posto a 19 chilometri dalla città.

### Biblioteche
A San Pietroburgo ha sede la Biblioteca nazionale russa, già "Saltykov-Ščedrin", che è una delle più grandi biblioteche del mondo con 35 milioni di "pezzi", di cui più di 15 milioni di libri, 13 milioni di periodici, 617 000 annate di giornali e 450 000 manoscritti.

### Musei

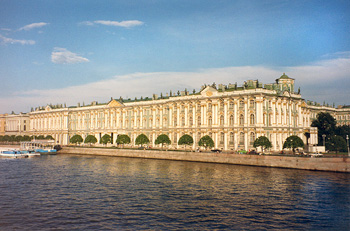
Museo dell'Ermitage

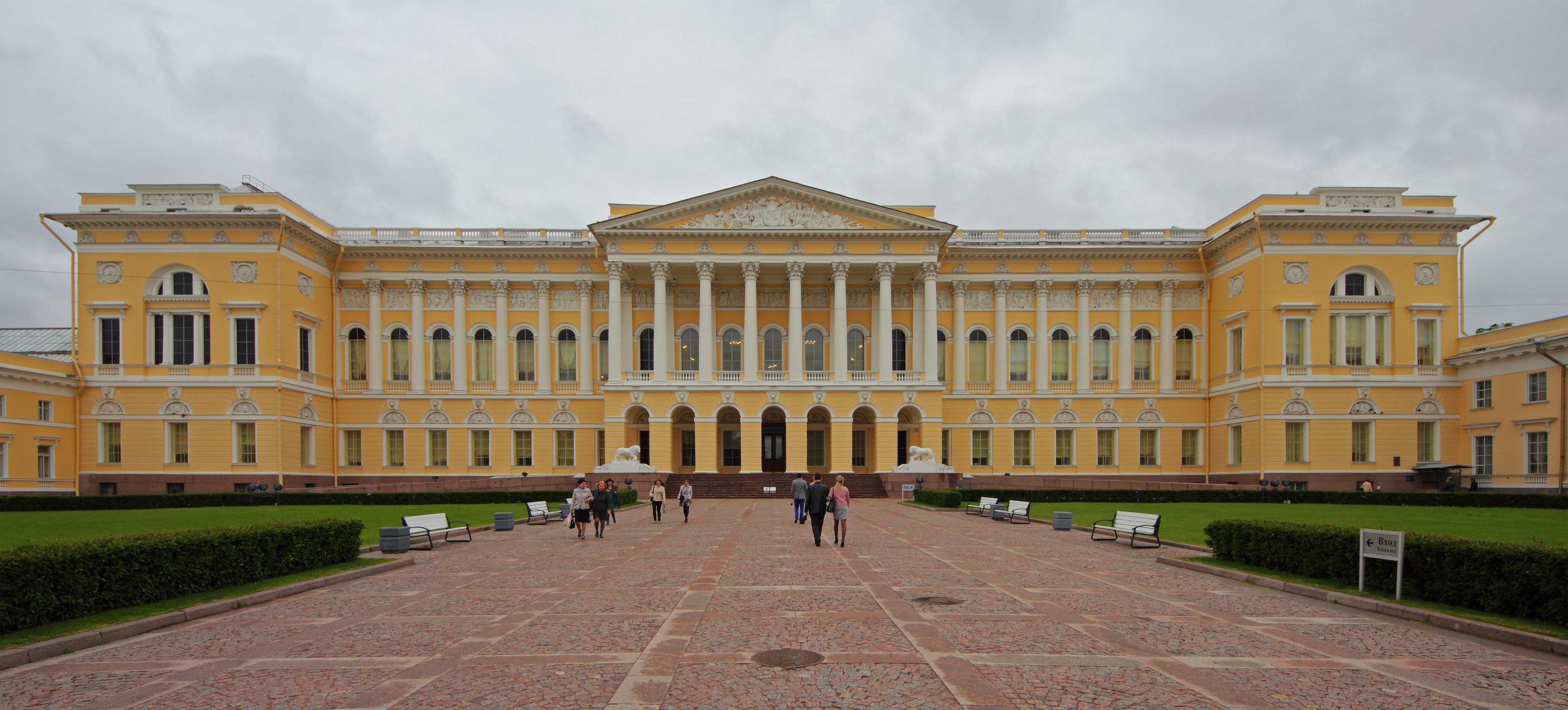
Museo Russo

San Pietroburgo possiede più di duecento musei, molti dei quali sono ospitati in edifici storici. Il più grande di essi è il Museo dell'Ermitage, all'interno della ex residenza imperiale e con una vasta collezione di arte. Il Museo Russo è un grande museo dedicato specificamente all'arte russa. Un altro museo di arte importante è il Museo Stieglitz.
Gli appartamenti di alcuni pietroburghesi famosi sono stati trasformati in musei, tra cui quelli di Aleksandr Puškin, Fëdor Dostoevskij (Museo letterario memoriale Fëdor Michajlovič Dostoevskij), Nikolaj Rimskij-Korsakov, Fëdor Šaljapin, Aleksandr Blok, Vladimir Nabokov (Museo letterario Vladimir Nabokov), Anna Achmatova,
Michail Michajlovič Zoščenko, Iosif Aleksandrovič Brodskij, così come alcuni del palazzi e parchi dei sobborghi meridionali (il Palazzo di Alessandro, il Palazzo di Caterina e il Palazzo di Marmo).

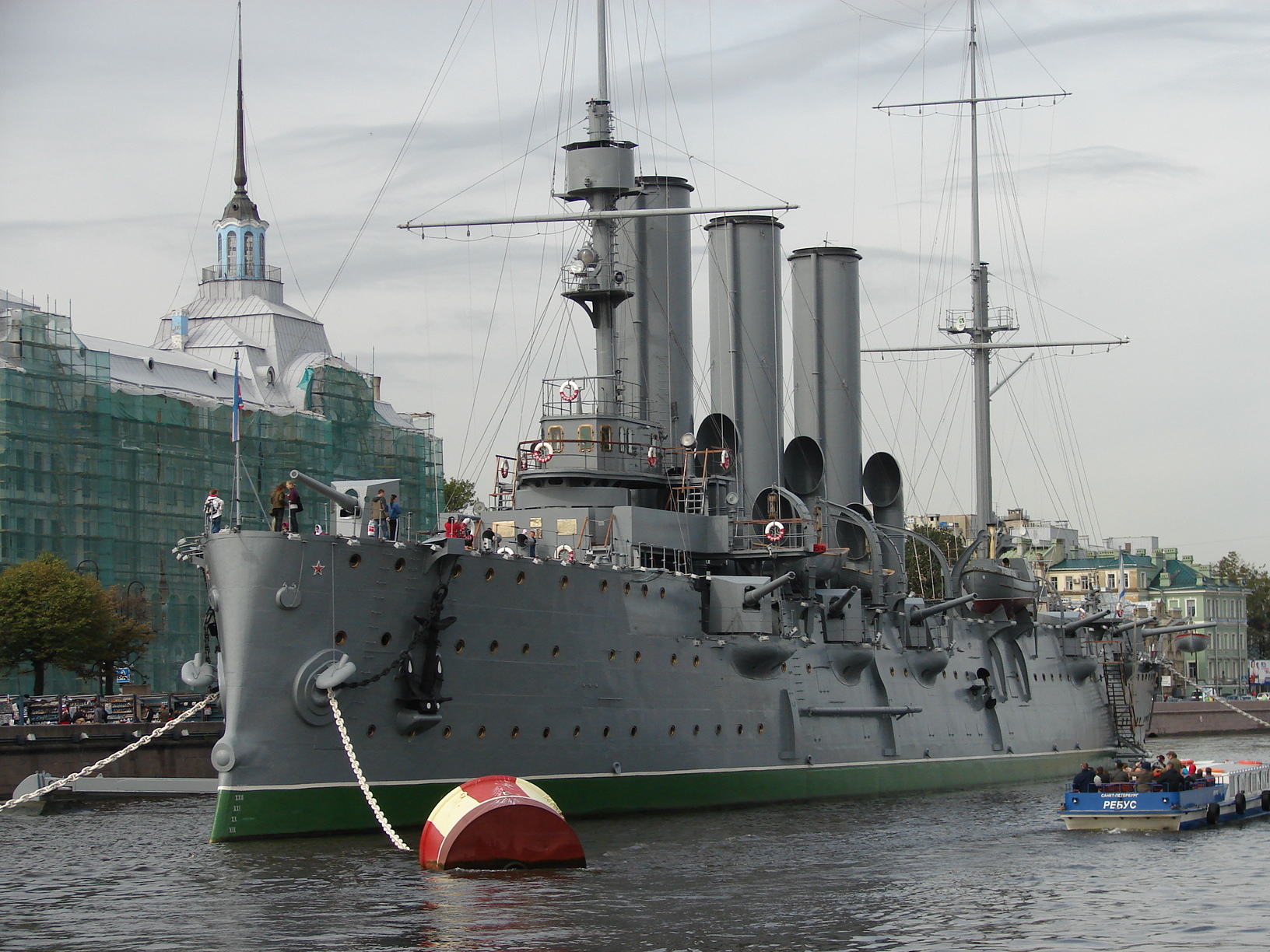
L'incrociatore Aurora, oggi trasformato in un museo.

La Kunstkamera, con la sua collezione iniziata nel 1714 da Pietro il Grande per raccogliere curiosità provenienti da tutto il mondo, a volte è considerato il primo museo della Russia. Il Museo etnografico russo, che è stato diviso dal Museo russo, è dedicato alle culture dei popoli della Russia, ex Unione Sovietica e dell'Impero russo.
Un certo numero di musei forniscono informazioni sulla storia sovietica di San Pietroburgo, tra cui il Museo dell'assedio, che descrive l'assedio di Leningrado e il Museo della storia politica russa.
Altri musei importanti sono il Museo navale militare centrale fino al 2013 ospitato nel palazzo della Antica Borsa di San Pietroburgo, il Museo dell'Artico e dell'Antartico e il Museo memoriale Suvorov. In città si trovano ormeggiate due navi storiche oggi trasformate in musei l'incrociatore Aurora e il rompighiaccio Krasin nonché il Museo Fabergé.

### Teatri e musica
Il principale teatro dell'opera di San Pietroburgo è il famoso Teatro Mariinskij, chiamato "Kirov" in età sovietica.
Il secondo teatro lirico è il Teatro Michajlovskij.
I più importanti teatri di prosa sono il Teatro Aleksandrinskij e il Malyj dramatičeskij Teatr.
A San Pietroburgo si esibiscono due grandi orchestre sinfoniche: l'Orchestra filarmonica di San Pietroburgo, con sede nella Filarmonica di San Pietroburgo, e l'Orchestra sinfonica del teatro Mariinskij.

## Geografia antropica
La città si estende per un territorio di 606 km², mentre l'intero soggetto federale cittadino conta 1439 km² nel quale, oltre alla città propria, si trovano le 9 cittadine suburbane di Kolpino, Krasnoe Selo, Kronštadt, Lomonosov, Pavlovsk, Petergof, Puškin, Sestroreck e Zelenogorsk. Il soggetto federale di San Pietroburgo è diviso in 18 distretti (indicati con l'asterisco quelli comprendenti le città suburbane).
| 1. Admiral'tejskij 2. Vasileostrovskij 3. Vyborgskij 4. Kalininskij 5. Kirovskij 6. Kolpinskij * 7. Krasnogvardejskij 8. Krasnosel'skij * 9. Kronštadtskij |  | 1. Kurortnyj * 2. Moskovskij 3. Nevskij 4. Petrogradskij 5. Petrodvorcovyj * 6. Primorskij 7. Puškinskij * 8. Frunzenskij 9. Central'nyj |

## Economia

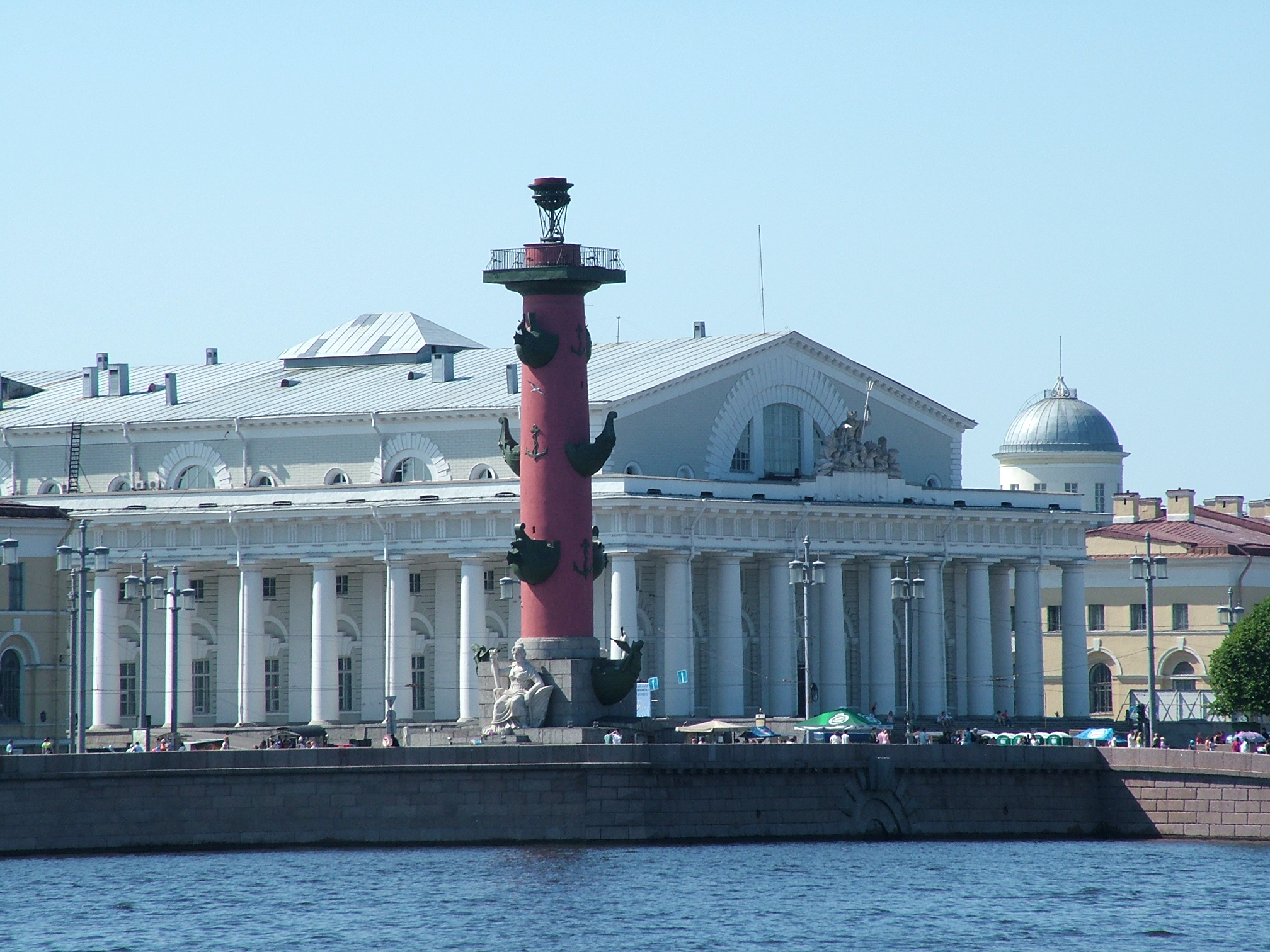
La vecchia Borsa di San Pietroburgo, dal 2009 ospita il museo centrale della marina e davanti ad essa si vede una delle Colonne Rostrate

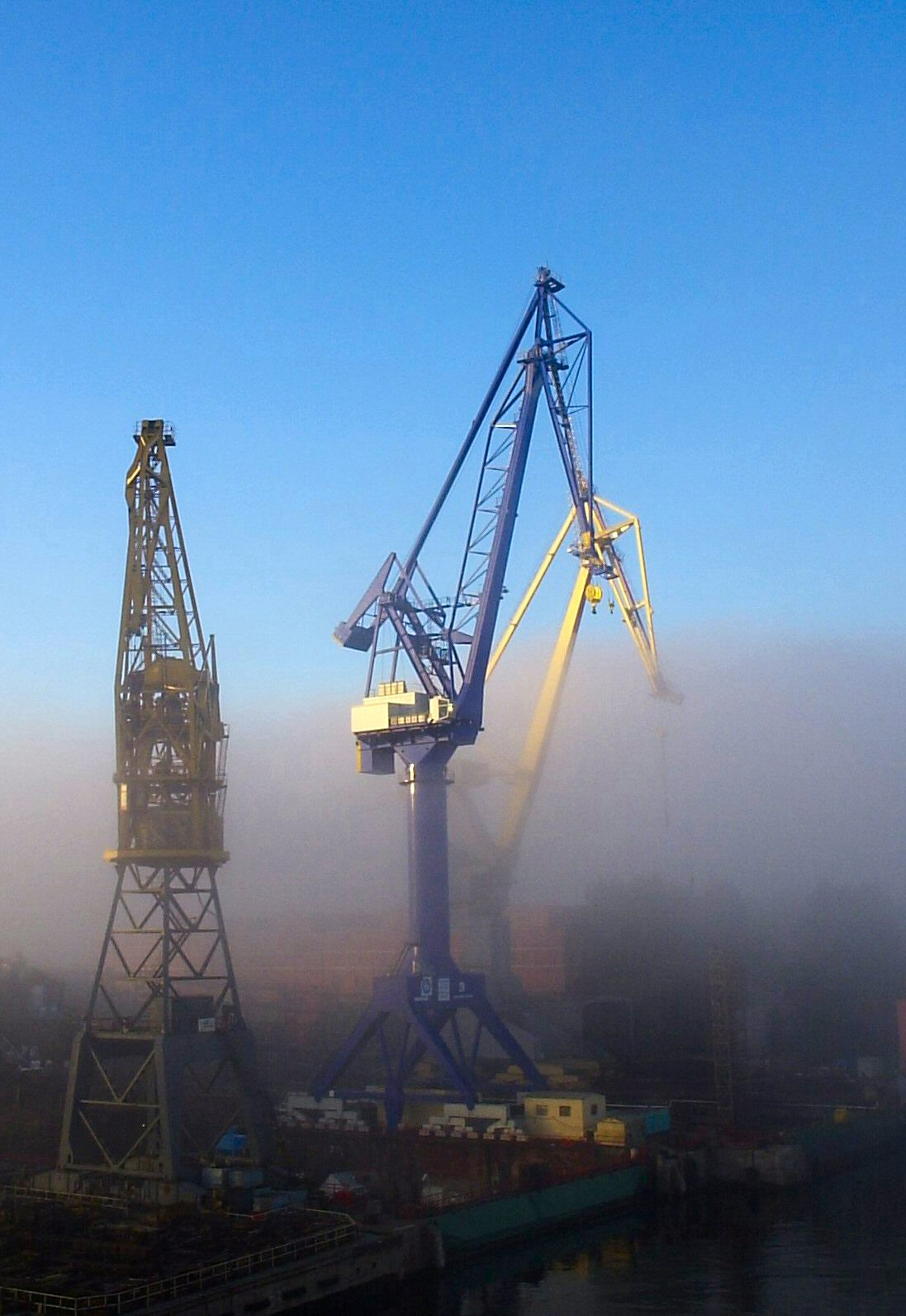
Il porto di San Pietroburgo al tramonto

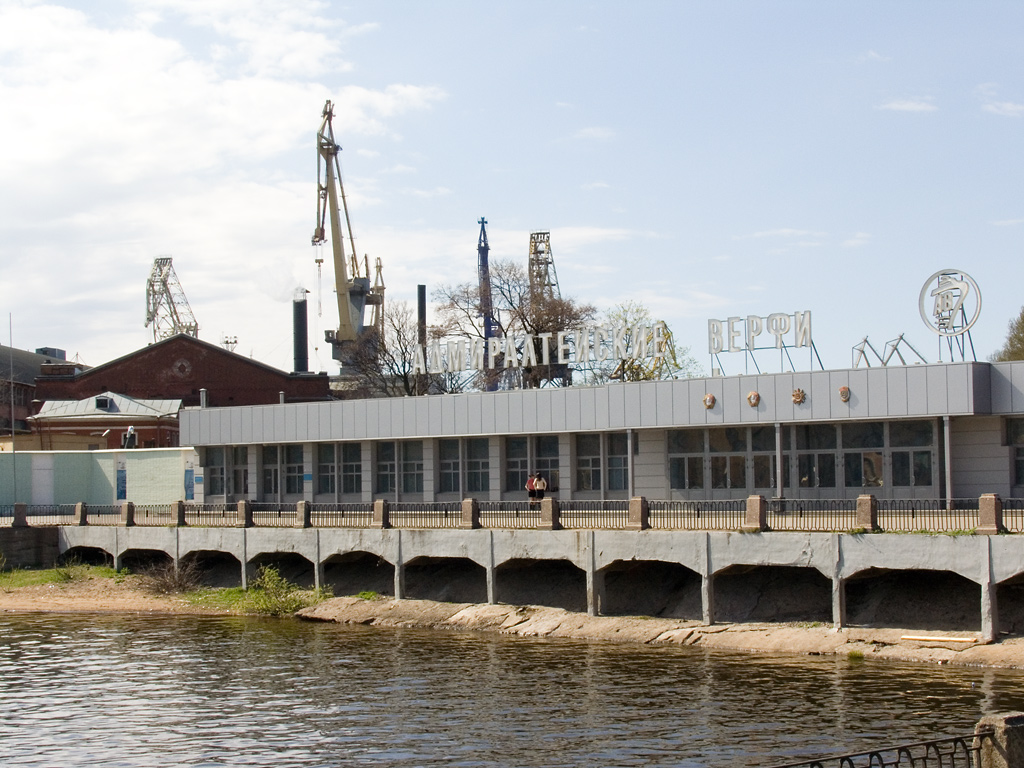
Il cantiere navale dell'ammiragliato

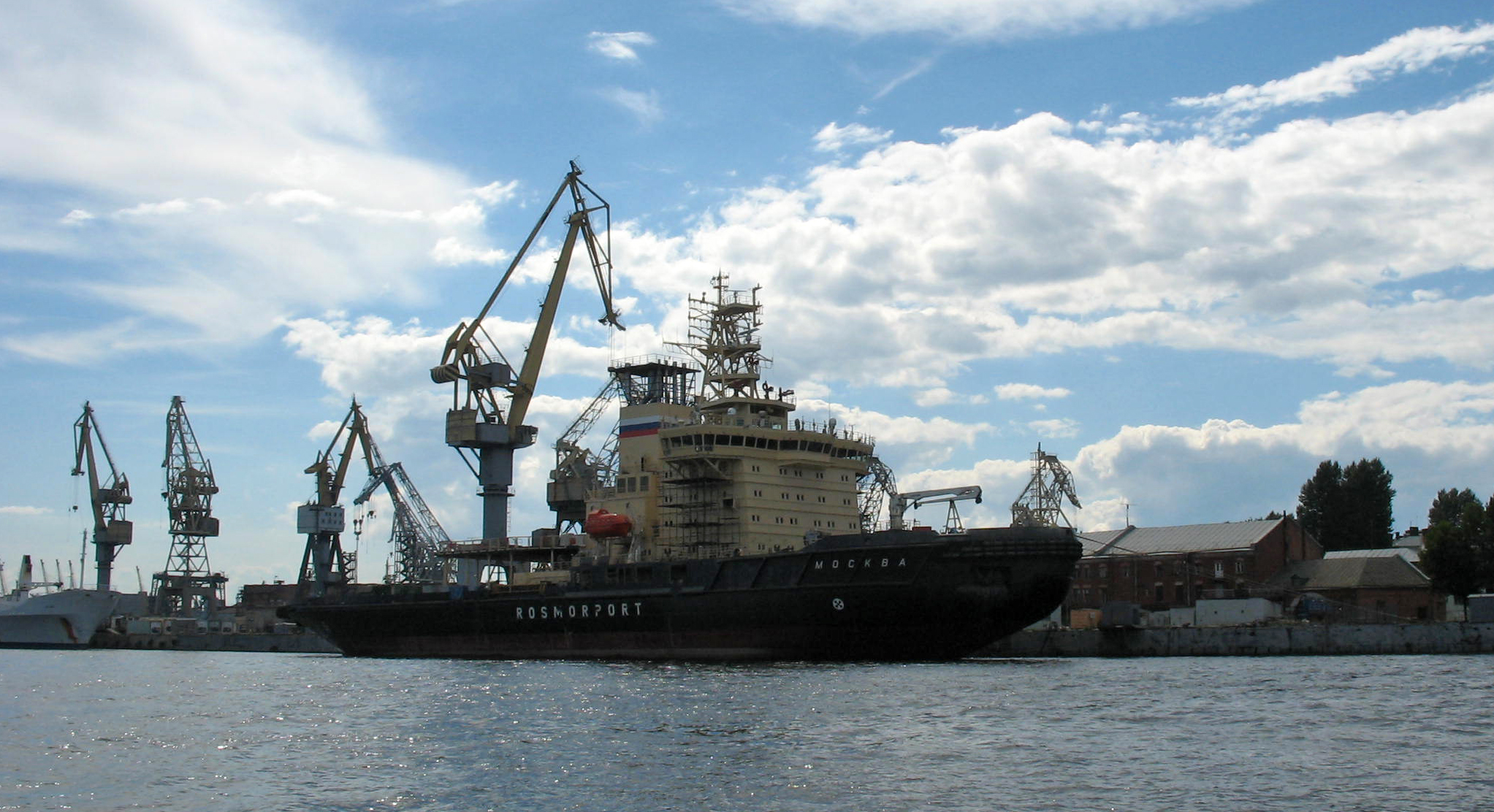
Rompighiaccio durante l'ultima fase di costruzione presso il cantiere navale del Baltico, 2008

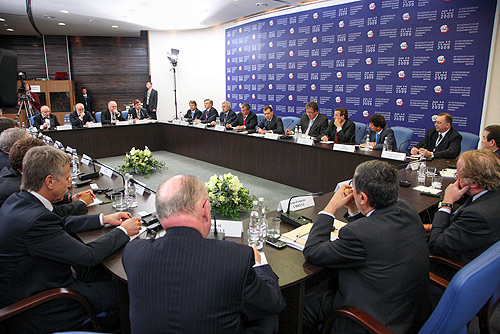
Il Saint Petersburg International Economic Forum è la principale sede per gli investimenti in Russia

San Pietroburgo è un importante centro commerciale, finanziario e industriale della Russia, specializzato soprattutto nel commercio di petrolio e gas, nei cantieri navali, nell'industria aerospaziale, nella radio ed elettronica, nei software e computer, nella costruzione di macchine, macchinari pesanti e di sistemi di trasporto, compresi carri armati e altre attrezzature militari. Inoltre dispone di miniere, industrie per la costruzione di strumentario, industrie nel settore metallurgico ferroso e non ferroso (produzione di leghe di alluminio), dei prodotti chimici, dei prodotti farmaceutici, delle attrezzature mediche, dell'editoria e della stampa, del cibo e della ristorazione. Il commercio all'ingrosso e al dettaglio comprende il settore tessile e di abbigliamento e svariati altri prodotti. È stata anche la sede di Lessner, uno dei due costruttori di automobili all'avanguardia della Russia.
Il 10% delle turbine elettriche di tutto il mondo sono realizzate presso la LMZ di San Pietroburgo, che ne ha costruite oltre duemila. Le principali industrie locali sono il cantiere navale del Baltico, la Lomo, le Officine Kirov, le officine Obuchov e l'Ėlektrosila. A San Pietroburgo ha sede anche la Sovkomflot, la compagnia marittima statale adibita al trasporto di petrolio e GNL.
San Pietroburgo vanta tre grandi porti cargo: Il porto di Bolshoi, il porto di Kronštadt e di Lomonosov. Le navi da crociera internazionali sono servite al porto passeggeri di Morskoy Vokzal a sud-ovest dell'isola Vasil'evskij.
Un complesso sistema di porti fluviali, posti su entrambe le rive del fiume Neva, sono interconnessi con i porti marittimi, rendendo San Pietroburgo il principale collegamento tra il Mar Baltico e il resto della Russia attraverso il canale navigabile Volga-Baltico.
La Zecca di San Pietroburgo Zecca (Monetnyj Dvor), fondata nel 1724, è una delle più grandi zecche del mondo e produce monete russe, medaglie e distintivi. San Pietroburgo è anche sede della più antica e più grande fonderia russa, la Monumentskulptura, che negli anni ha realizzato migliaia di sculture e statue che ora abbelliscono i parchi pubblici di San Pietroburgo così come molte altre città. Qui sono stati prodotti monumenti e statue in bronzo degli zar, così come di altre importanti figure storiche e personalità, come le sculture di Peter Clodt von Jürgensburg, Paolo Troubetzkoy, Pavel Grigor'evič Antokolskij e molti altri.
Nel 2007, la Toyota ha aperto un impianto dopo aver investito 5 miliardi di rubli (circa 200 milioni di dollari) presso Šušary, uno dei sobborghi meridionali di San Pietroburgo. Opel, Hyundai e Nissan hanno firmato accordi con il governo russo per realizzare stabilimenti automobilistici nei pressi della città. L'industria automobilistica e di ricambi d'auto è in significativo aumento durante l'ultimo decennio (2000-2010).
San Pietroburgo è una forte produttrice di birra e possiede un'industria di distilleria. Essa è conosciuta come la "capitale della birra" della Russia, a causa dell'offerta e della qualità delle acque locali, contribuendo per oltre il 30% della produzione nazionale di birra con le sue cinque fabbriche, tra cui la seconda più grande fabbrica di birra d'Europa, la Baltika.
La città possiede molte distillerie locali che producono una vasta gamma di marche di vodka. La più antica è la LIVIZ (fondata nel 1897). La più recente è la Russian Vodka standard introdotta a Mosca nel 1998 e che ha aperto nel 2006 un nuovo stabilimento da 60 milioni di dollari a San Pietroburgo (su una superficie di 30.000 metri quadrati e con un tasso di produzione di 22 500 bottiglie all'ora). Nel 2007 questo marchio è stato esportato in oltre 70 paesi.
San Pietroburgo è anche la seconda città più importante della Russia per quanto riguarda l'edilizia e la realizzazione di strade.
Nel 2006 il bilancio della città di San Pietroburgo è stato di 179,9 miliardi di rubli (circa 6 651 milioni di dollari statunitensi, ai tassi di cambio di quell'anno). Il prodotto regionale lordo del soggetto federale a partire dal 2005 è stato di 667 905 milioni di rubli russi (circa 23,611 miliardi di dollari), il 4° in Russia, dopo Mosca, Oblast' di Tjumen' e Oblast' di Mosca. Il reddito pro capite è stato invece di 145 503,3 rubli (circa 5 143,6 di dollari), classificandosi 12º tra i soggetti federali della Russia. L'economia cittadina ha contribuito principalmente tramite il commercio all'ingrosso e al dettaglio (24,7%) così come l'industria della trasformazione (20,9%) e dei trasporti e delle telecomunicazioni (15,1%).
Nel 2009 le entrate di bilancio della città ammontavano a 294,3 miliardi di rubli (circa 10 044 milioni di dollari statunitensi dell'epoca), le spese a 336,3 miliardi di rubli (circa 11 477 milioni di dollari). Il deficit di bilancio è stato pari a circa 42 miliardi di rubli.
Nel 2018 il reddito medio netto è 45 187 rubli, meno di 550 €.

## Infrastrutture e trasporti

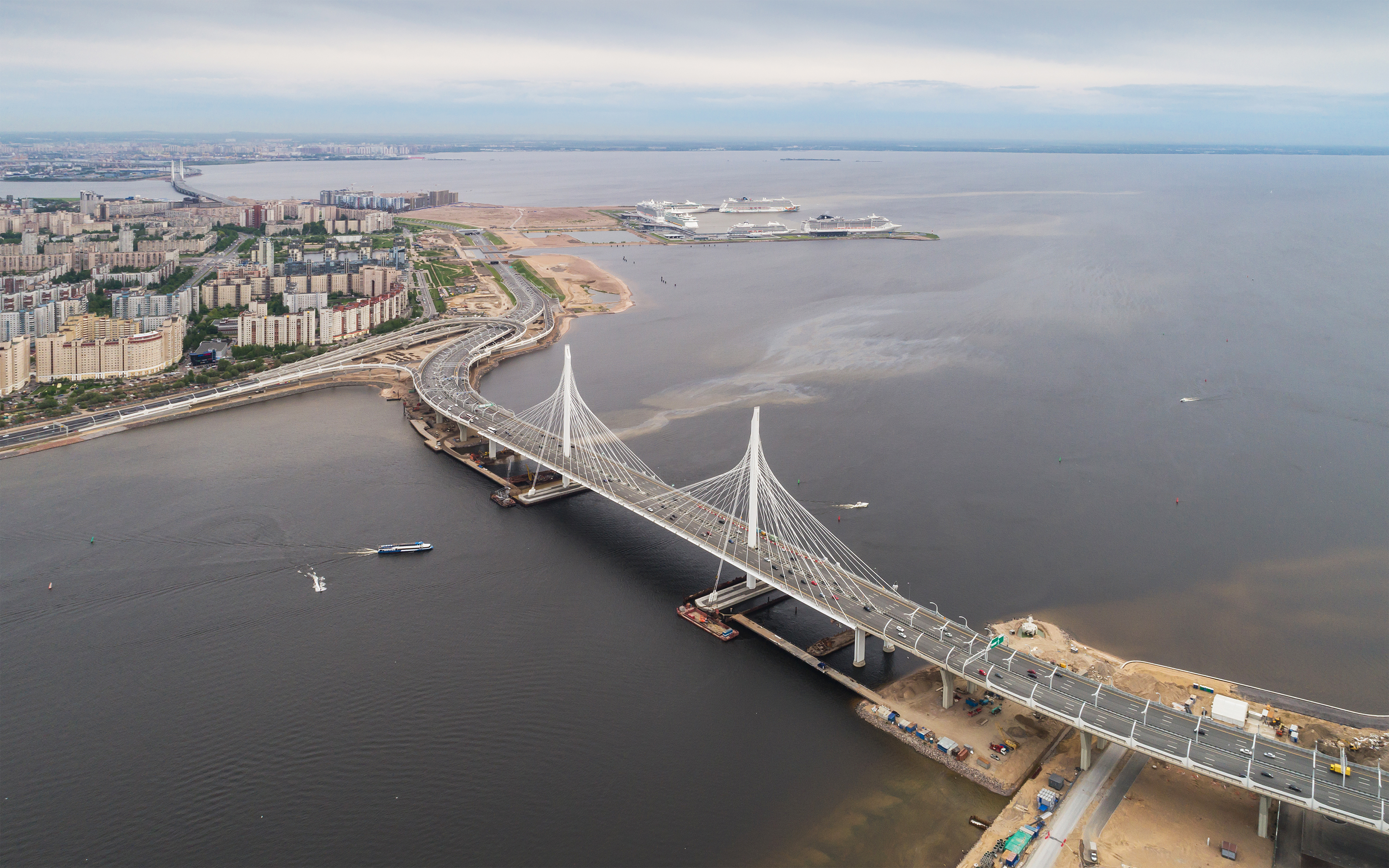
Una sezione della tangenziale di San Pietroburgo

San Pietroburgo è un importante nodo dei trasporti. La prima ferrovia russa fu costruita nel 1837 e da allora le infrastrutture di mobilità della città hanno continuato a svilupparsi e a tenere il passo con la crescita della città. San Pietroburgo gode di un vasto sistema di strade locali e servizi ferroviari, mantiene un grande sistema di trasporto pubblico che include la rete tranviaria di San Pietroburgo e la metropolitana.
L'Aeroporto di San Pietroburgo-Pulkovo serve la maggior parte dei passeggeri di aerei in partenza o in arrivo alla città.

### Trasporti stradali
La città è collegata al resto della Russia e al resto del mondo con un certo numero di autostrade federali e percorsi ferroviari nazionali e internazionali.

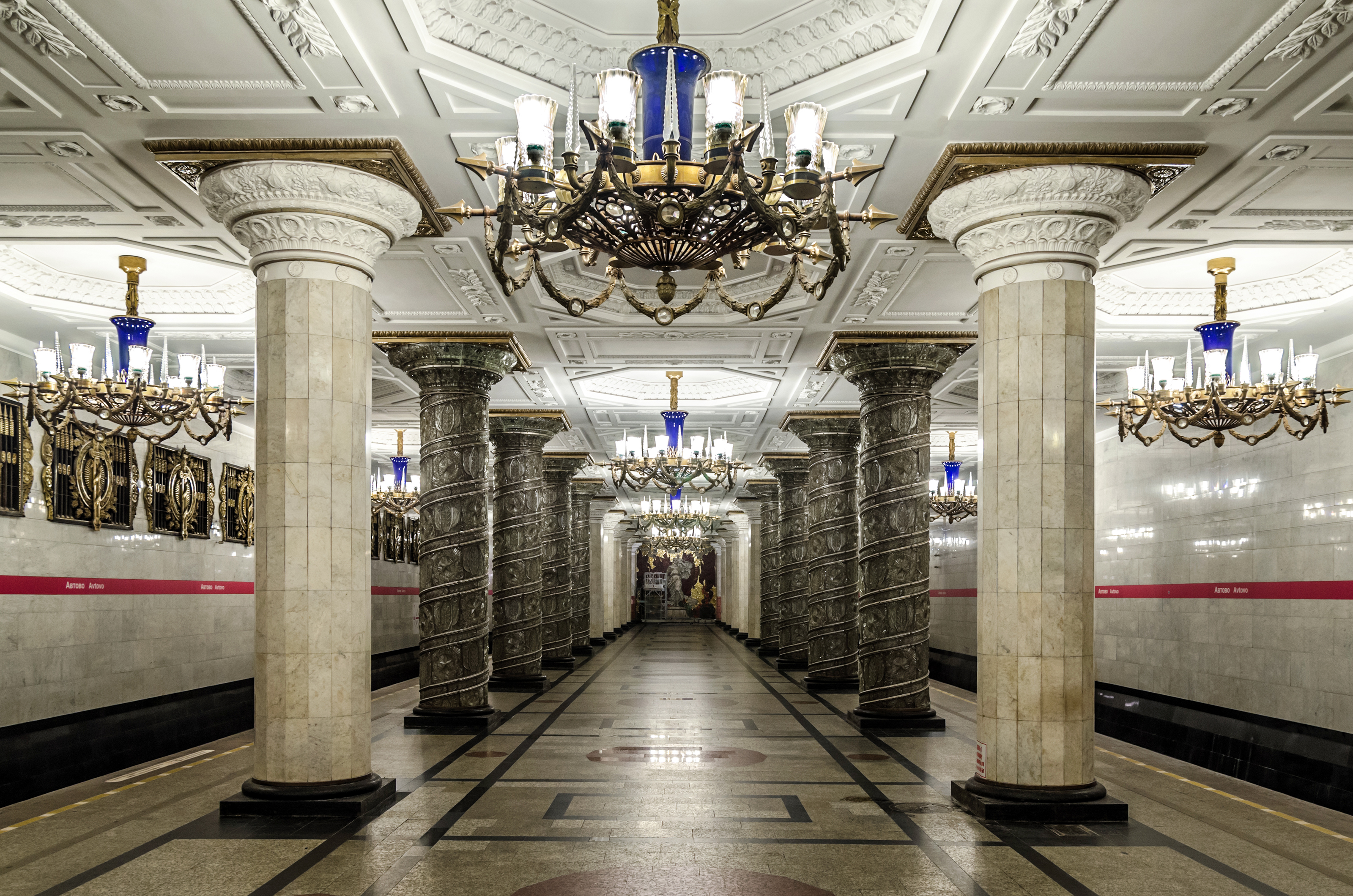
Decorazione della stazione di Avtovo della metropolitana di San Pietroburgo

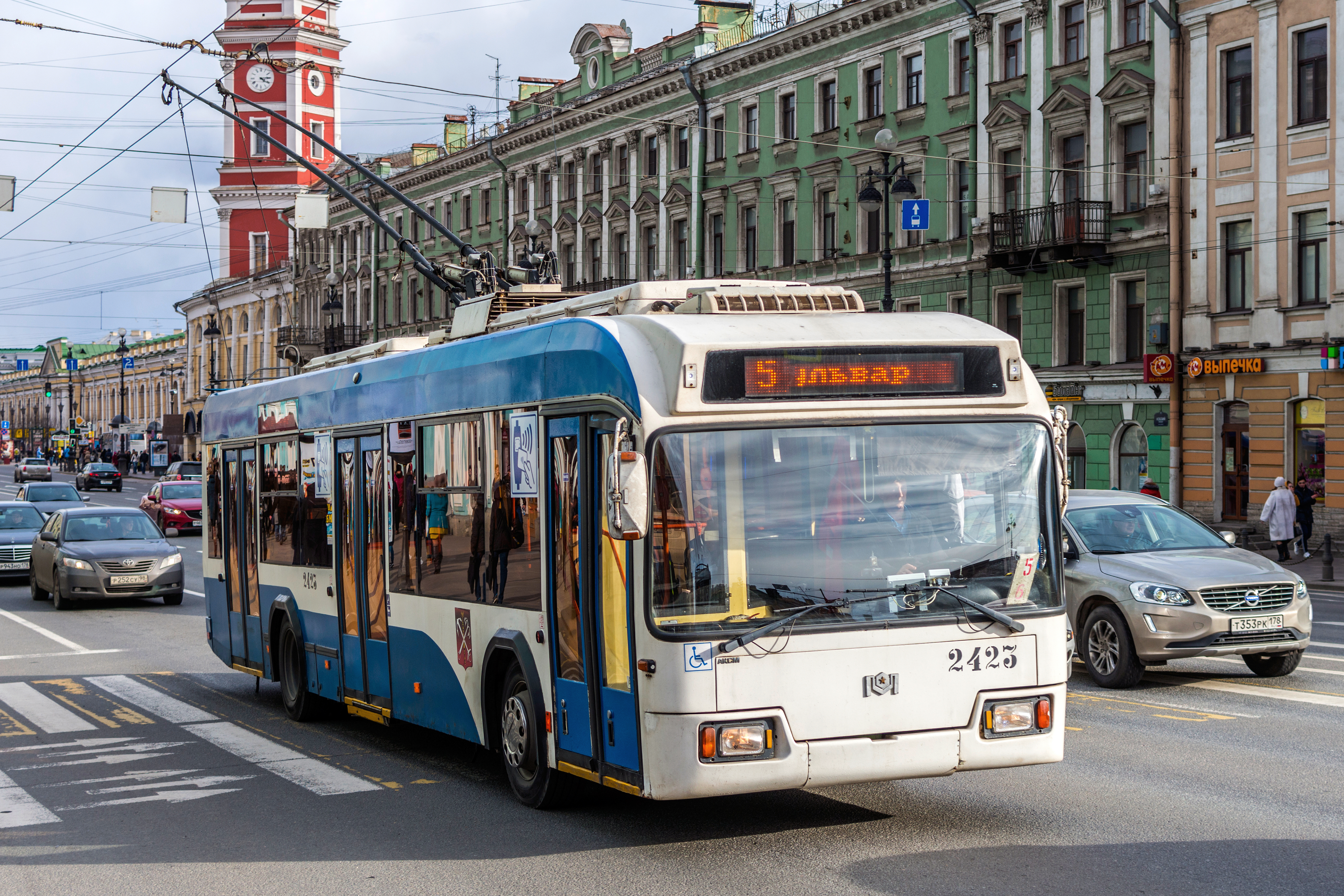
Filobus sulla prospettiva Nevskij

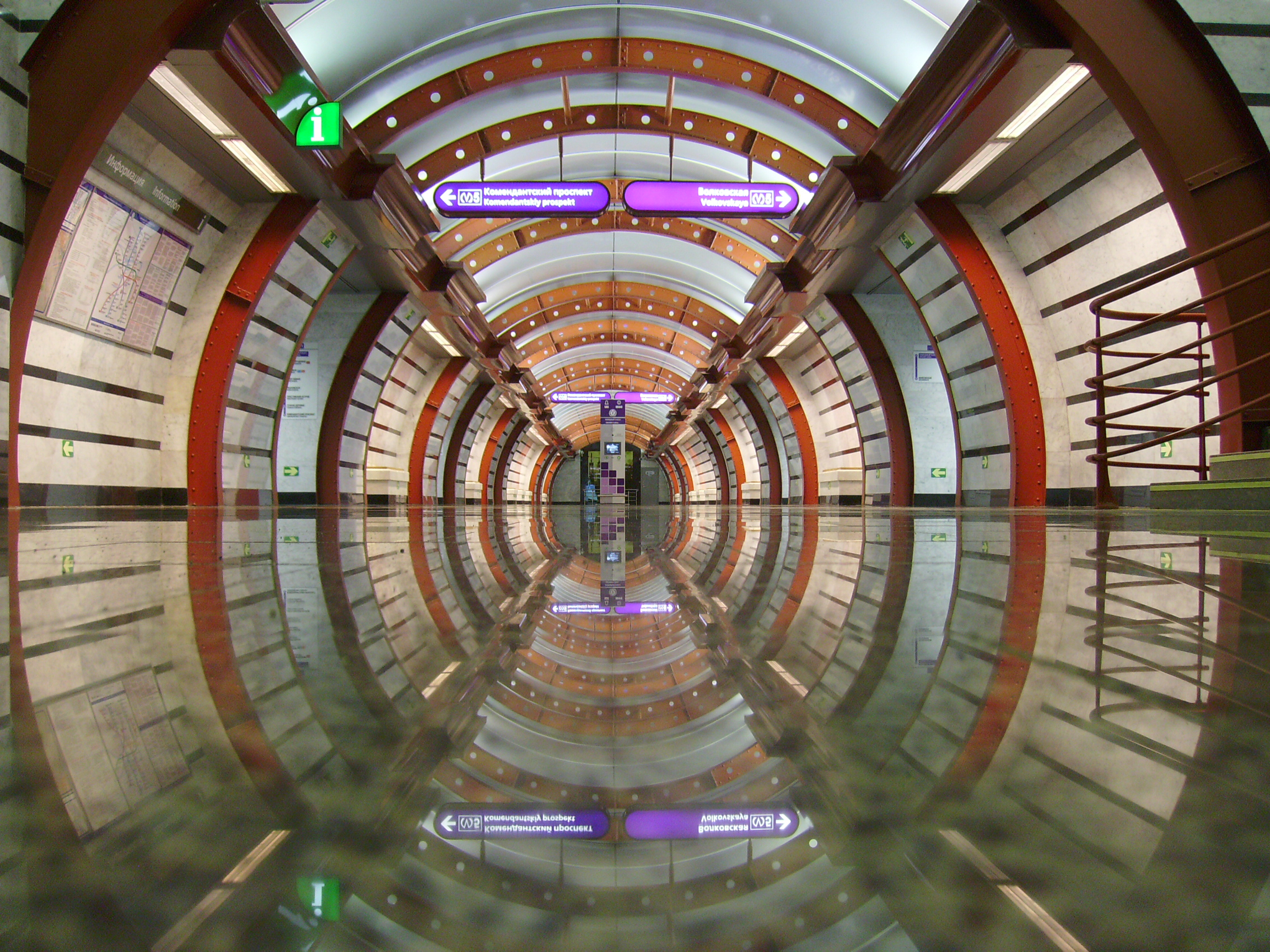
Stazione di Obvodny Kanal, aperta nel 2010

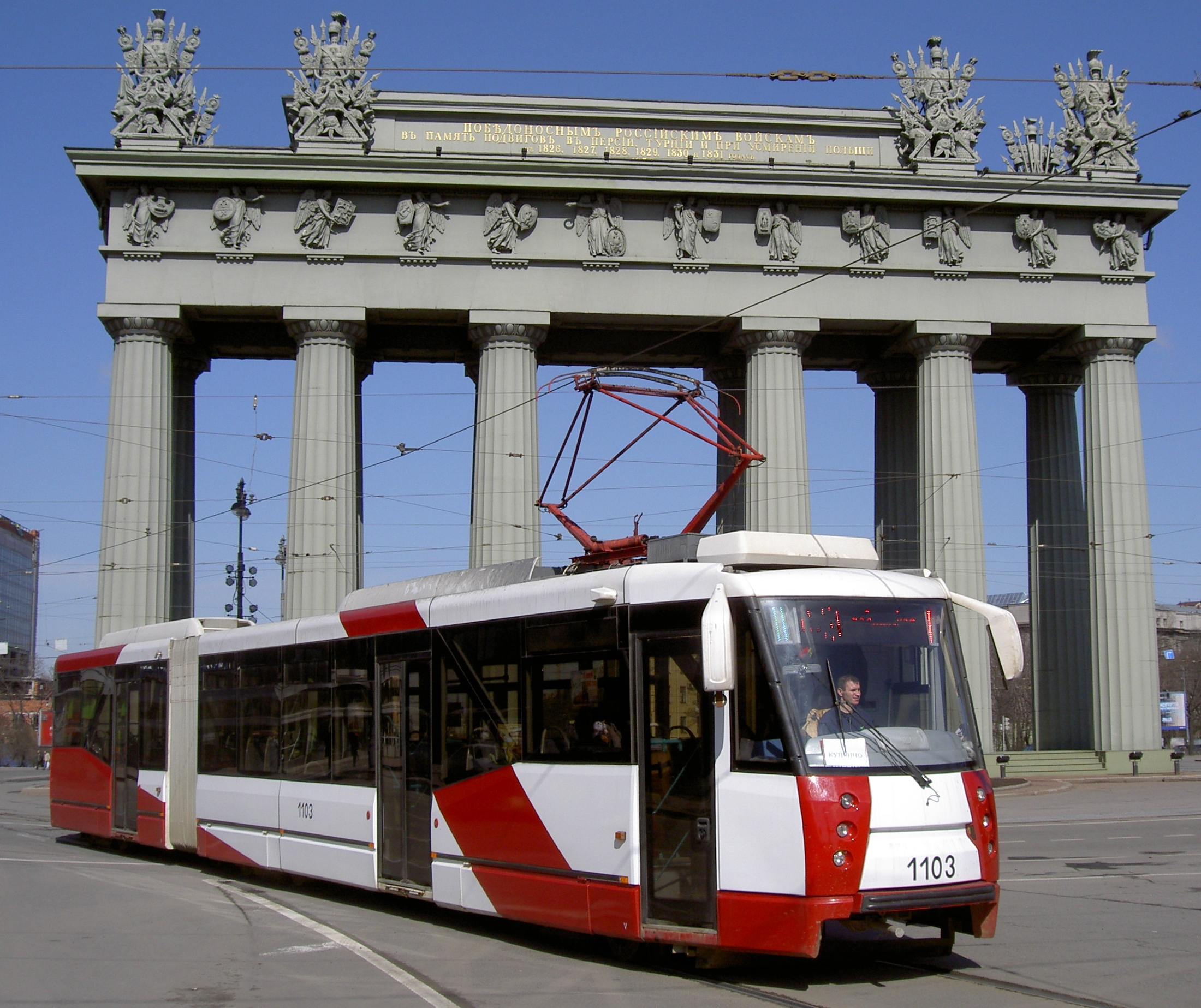
Tram in piazza Porta di Mosca a San Pietroburgo

### Trasporti pubblici
San Pietroburgo possiede una vasta rete di trasporti pubblici (autobus, tram, filobus) e diverse decine di linee servite da Maršrutka. Il tram a San Pietroburgo risulta essere il mezzo principale di trasporto; nel 1980 la rete era la più vasta di tutto il mondo, ma molte tratte sono state smantellate negli anni 2000.
Gli autobus portano fino a tre milioni di passeggeri al giorno, che servono oltre 250 città grazie ad una serie di linee extraurbane. La metropolitana di San Pietroburgo è stata inaugurata nel 1955; ora ha 5 linee con 67 stazioni e collega tutti e cinque le stazioni ferroviarie trasportando 2,5 milioni di passeggeri al giorno. Le stazioni della metropolitana sono spesso riccamente decorate con marmo e bronzo.
Gli ingorghi sono comuni in città a causa dei quotidiani volumi di traffico dei pendolari, del traffico interurbano e la neve d'inverno. La costruzione di un raccordo anulare è stata completata nel 2011.
San Pietroburgo è un importante corridoio di trasporto che collega la Scandinavia alla Russia ed Europa dell'Est. La città è un nodo delle rotte europee internazionali E18 verso Helsinki, E20 verso Tallinn, E95 verso Pskov, Kiev e Odessa ed E105 verso Petrozavodsk, Murmansk e Kirkenes (a nord) e verso Mosca e Charkiv (sud).

### Trasporti idroviari

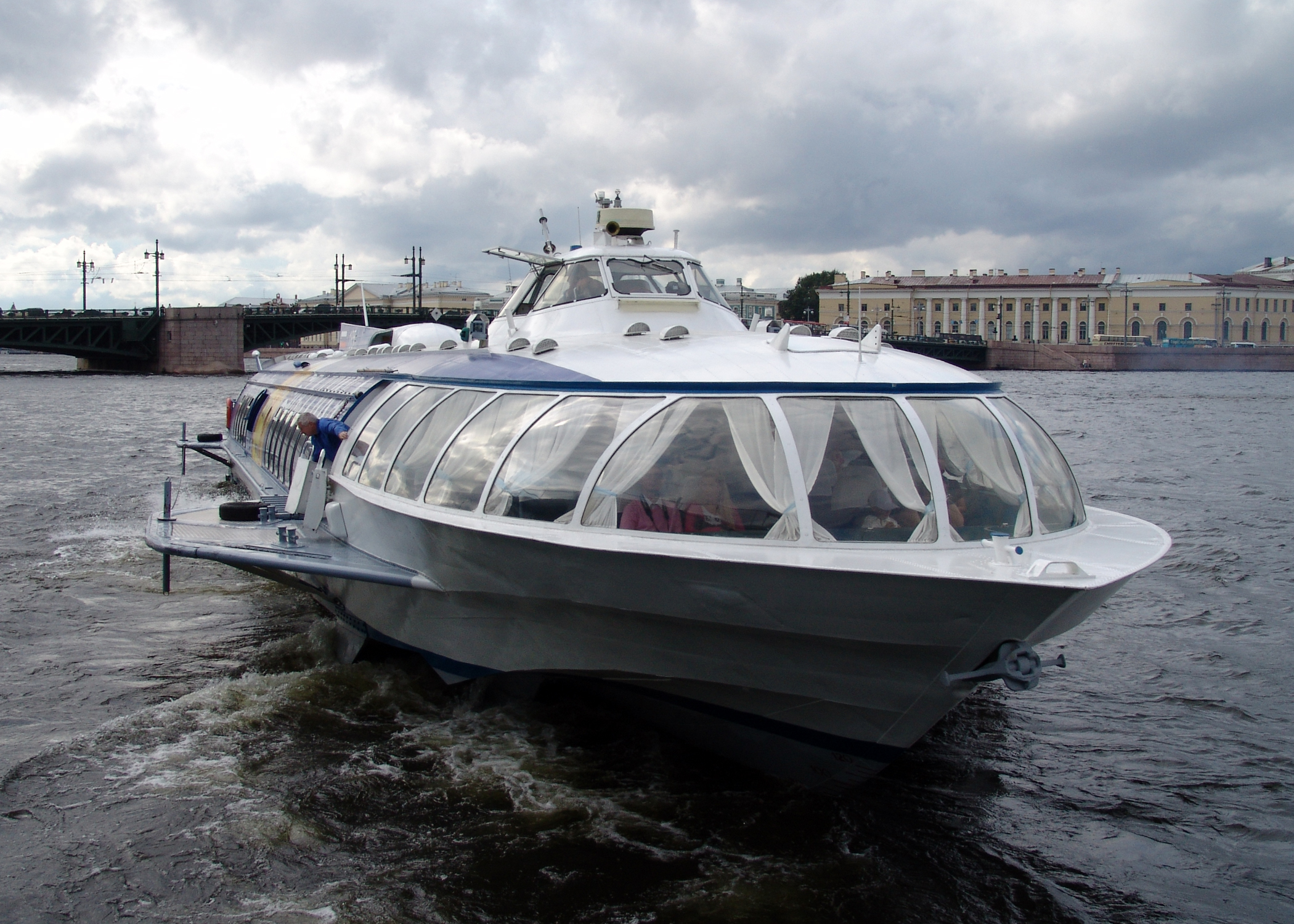
Aliscafo all'attracco davanti alla reggia di Peterhof (2008).

La città ha un porto marino (nel golfo di Finlandia del Mar Baltico) e un porto fluviale (nel delta della Neva). È il terminale della via d'acqua volgo-baltica che collega il Baltico al Mar Nero.
La città è inoltre servita porti marittimi sia per il traffico passeggeri che per le merci porti con destinazioni nel Golfo di Finlandia e Mar Baltico. Vi sono stazioni passeggeri più piccoli su entrambe le rive del fiume Neva.
La compagnia di navigazione della città operava con un traghetto che navigava da Helsinki, da Stoccolma e da Tallinn verso la città.

### Trasporto ferroviario

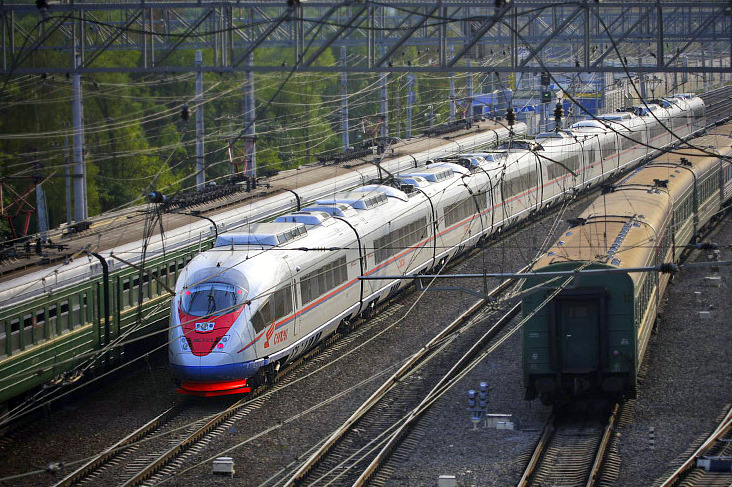
Il Sapsan, un treno ad alta velocità tra Nižnij Novgorod e Mosca e tra Mosca e San Pietroburgo

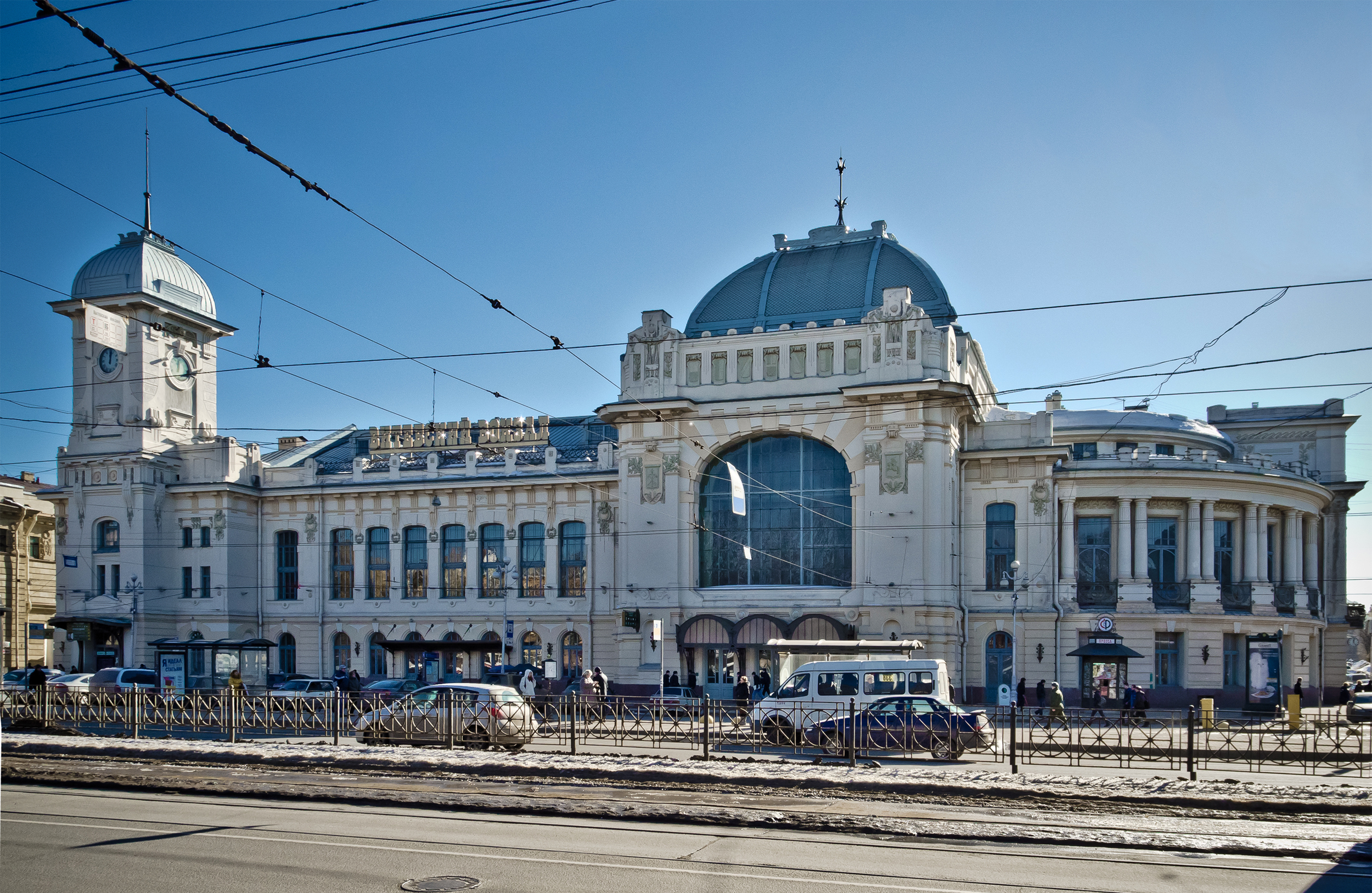
Stazione di Vitebsk

La città è la destinazione finale di una rete ferroviaria interurbana e suburbana, ed è servita da cinque diverse stazioni ferroviarie terminali: (del Baltico, di Finlandia, di Ladoga, di Mosca e di Vitebsk), così come decine di stazioni ferroviarie non terminali all'interno del soggetto federale. San Pietroburgo gode di collegamenti ferroviari internazionali verso Helsinki in Finlandia, Berlino in Germania e in tutte le ex repubbliche dell'URSS. La ferrovia di Helsinki, che è stato realizzata nel 1870 è lunga 443 chilometri ed è percorsa quattro volte al giorno in un viaggio della durata di circa tre ore e mezza con il nuovo treno "Allegro".
La Ferrovia Mosca-San Pietroburgo, inaugurata nel 1851 e lunga 651 km richiede un tempo di percorrenza dalle tre ore e mezza alle nove ore.
Nel 2009 la Rossijskie železnye dorogi (compagnia ferroviaria russa) ha promosso un servizio di ferrovia ad alta velocità per la tratta Mosca-San Pietroburgo. Il nuovo treno, noto come Sapsan, è un derivato del famoso treno Siemens Velaro; diverse versioni di questo modello operano già in alcuni paesi europei.
Dal 12 dicembre 2010 i treni Karelian, una joint venture tra le ferrovie russe e la VR-Yhtymä Oy (ferrovie finlandesi), ha messo in esercizio un servizio ad alta velocità tra San Pietroburgo e la stazione centrale di Helsinki.

### Trasporto aereo

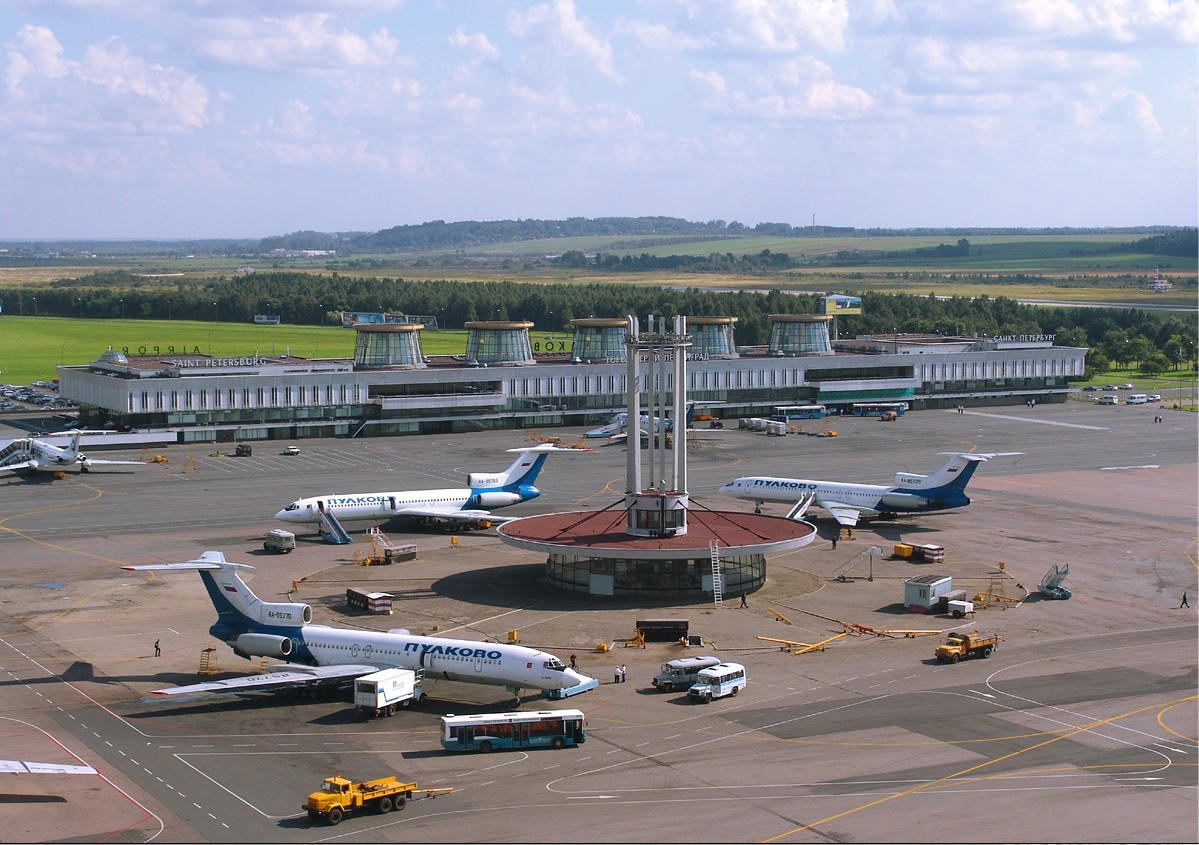
Aeroporto di San Pietroburgo-Pulkovo.

San Pietroburgo è servita dall'Aeroporto di San Pietroburgo-Pulkovo e da tre piccoli aeroporti commerciali e cargo posti in periferia.
L'aeroporto Pulkovo ha aperto ai passeggeri come un piccolo aeroporto nel 1931. Al 2011, l'aeroporto era il quarto più trafficato in Russia dopo gli aeroporti di Aeroporto di Mosca-Domodedovo, Mosca-Šeremet'evo e Mosca-Vnukovo. Con due terminal principali (uno nazionale, uno internazionale), Pulkovo è ampiamente considerato come uno degli aeroporti più grandi e più moderni nella Federazione Russa. Tuttavia, poiché si prevede che entro il 2025 l'aeroporto Pulkovo gestirà circa 17 milioni di passeggeri all'anno, sono stati avanzati dei piani per costruire una nuova estensione direttamente a nord del Terminal 1 (nazionale). L'aeroporto vanta dei collegamenti aerei con Europa, Medio Oriente ed Asia.
Vi è un regolare collegamento di transito rapido di autobus tra l'aeroporto di Pulkovo e il centro della città.

## Amministrazione

### Gemellaggi
- Amburgo, dal 1957
- Betlemme, dal 2003
- Bordeaux, dal 1991[43]
- Cracovia, dal 2006
- Varsavia, dal 1997
- Danzica, dal 1997
- Esfahan, dal 1999
- Le Havre, dal 1965
- Los Angeles, dal 1990
- Milano, dal 1967[44] (sospeso nel 2012[45])
- Mykolaïv, dal 2003
- Napoli, dal 1998
- Porto Alegre, dal 2002
- Reykjavík
- Plovdiv, dal 1980
- Graz[46]
- Torino, dal 2012[47]
- Aqaba
- Stoccolma

## Sport
La città possedeva, al 2011, 1.649 palestre, 118 piscine, 18 stazioni sciistiche, 17 strutture al coperto con ghiaccio artificiale, 13 stadi con stand di oltre 1.500 posti a sedere, 11 basi e canali per il canottaggio, 10 palazzetti dello sport, una pista ciclabile. È sede dell'FC Zenit San Pietroburgo e del Dinamo San Pietroburgo, società di calcio rispettivamente con gli stadi Zenit Arena e Stadio Petrovskij, mentre la principale squadra di hockey su ghiaccio è lo SKA San Pietroburgo.
A 20 km a nord della città, nel territorio di Toksovo, sorge la stazione sciistica di Kavgolovo.